# Lista de episódios de A Grande Família
A Grande Família é um seriado de televisão brasileiro de comédia de situação baseado no seriado homônimo exibido em 1972, que foi criado originalmente por Max Nunes e Roberto Freire e roteirizado por Oduvaldo Vianna Filho e Armando Costa. Foi produzido pela Rede Globo e exibido entre 29 de março de 2001 e 11 de setembro de 2014, e foi uma reinterpretação contemporânea do seriado original, tendo como personagens principais, os membros da família Silva, que consistia em Lineu, Nenê, Tuco, Bebel, Agostinho Carrara, Seu Floriano e mais tarde, Floriano Carrara, o Florianinho. Os Silva eram uma família de classe-média brasileira, moradora de um subúrbio na Zona Norte do Rio de Janeiro. Desde sua estreia, em 29 de março de 2001, a série exibiu  485 episódios, tornando-se a terceira mais longa série de televisão brasileira atrás de Turma da Mônica e Escolinha do Professor Raimundo. O longa-metragem do programa foi lançado em 26 de janeiro de 2007, e foi assistido por cerca de 2 milhões de espectadores.
A série tornou-se um grande sucesso, sendo indicada a diversos prêmios e consolidando-se como o programa humorístico mais assistido da televisão brasileira. Em 2008, a série recebeu indicação ao Emmy Internacional de melhor ator pela atuação de Pedro Cardoso. Contou com 14 temporadas e, em 11 de setembro de 2014, foi exibido o último episódio da série.De 2001 a 2008 a série era exibida em 480i (SDTV). De 2008 a 2014 em HDTV.
Conta com Marco Nanini, Marieta Severo, Andréa Beltrão, Guta Stresser, Lúcio Mauro Filho, Pedro Cardoso e Rogério Cardoso nos papeis principais.

## Tabela geral
| Temporada | Temporada | N.º de episódios | Período de exibição                         |
| --------- | --------- | ---------------- | ------------------------------------------- |
|           | 1.ª       | 36               | 29 de março de 2001 – 23 de janeiro de 2002 |
|           | 2.ª       | 37               | 4 de abril – 26 de dezembro de 2002         |
|           | 3.ª       | 37               | 10 de abril – 25 de dezembro de 2003        |
|           | 4.ª       | 30               | 15 de abril – 23 de dezembro de 2004        |
|           | 5.ª       | 36               | 7 de abril – 22 de dezembro de 2005         |
|           | 6.ª       | 37               | 6 de abril – 21 de dezembro de 2006         |
|           | 7.ª       | 37               | 12 de abril – 20 de dezembro de 2007        |
|           | 8.ª       | 38               | 3 de abril – 18 de dezembro de 2008         |
|           | 9.ª       | 36               | 16 de abril – 17 de dezembro de 2009        |
|           | 10.ª      | 36               | 8 de abril – 23 de dezembro de 2010         |
|           | 11.ª      | 38               | 7 de abril – 22 de dezembro de 2011         |
|           | 12.ª      | 38               | 5 de abril – 20 de dezembro de 2012         |
|           | 13.ª      | 26               | 4 de abril – 26 de setembro de 2013         |
|           | 14.ª      | 23               | 10 de abril – 11 de setembro de 2014        |

## Lista de episódios

### 1.ª temporada (2001–2002)
| N.º na série | N.º na temp. | Título                                                                               | Dirigido por         | Escrito por                                                           | Exibição original      | Audiência |
| ------------ | ------------ | ------------------------------------------------------------------------------------ | -------------------- | --------------------------------------------------------------------- | ---------------------- | --------- |
| 1            | 1            | "Meu Marido Me Trata Como Se Eu Fosse Uma Geladeira"                                 | Mauro Mendonça Filho | Bernardo Guilherme & Marcelo Gonçalves                                | 29 de março de 2001    | 22 pontos |
| 2            | 2            | "Almeidinha Futebol Clube"                                                           | Mauro Mendonça Filho | Bernardo Guilherme & Marcelo Gonçalves                                | 5 de abril de 2001     | N/A       |
| 3            | 3            | "Consciência Limpa é Melhor Que Dinheiro no Bolso"                                   | Mauro Mendonça Filho | Adriana Falcão, Bernardo Guilherme, Cláudio Paiva & Marcelo Gonçalves | 12 de abril de 2001    | 20 pontos |
| 4            | 4            | "E Tudo Acabou em Linguiça"                                                          | Mauro Mendonça Filho | Bernardo Guilherme, Cláudio Paiva & Marcelo Gonçalves                 | 19 de abril de 2001    | 27 pontos |
| 5            | 5            | "Pesadelos de Uma Noite de Verão"                                                    | Mauro Mendonça Filho | Bernardo Guilherme & Marcelo Gonçalves                                | 26 de abril de 2001    | N/A       |
| 6            | 6            | "Todo Dia Ela Faz Tudo Sempre Igual"                                                 | Mauro Mendonça Filho | Bernardo Guilherme & Marcelo Gonçalves                                | 3 de maio de 2001      | N/A       |
| 7            | 7            | "Cozido é Pra Comer Chorando"                                                        | Mauro Mendonça Filho | Bernardo Guilherme & Marcelo Gonçalves                                | 10 de maio de 2001     | N/A       |
| 8            | 8            | "Eu Solto o Meu Cavalo, Mas Prendo a Minha Égua"                                     | Mauro Mendonça Filho | Juca Filho                                                            | 17 de maio de 2001     | N/A       |
| 9            | 9            | "Insista no Dentista"                                                                | Mauro Mendonça Filho | Bernardo Guilherme & Marcelo Gonçalves                                | 31 de maio de 2001     | N/A       |
| 10           | 10           | "Consciência é Fogo"                                                                 | Mauro Mendonça Filho | Bernardo Guilherme & Marcelo Gonçalves                                | 7 de junho de 2001     | N/A       |
| 11           | 11           | "Santo de Casa Não Faz Milagre"                                                      | Mauro Mendonça Filho | Bernardo Guilherme, Denise Bandeira & Marcelo Gonçalves               | 14 de junho de 2001    | N/A       |
| 12           | 12           | "Amigo é Pra Essas Coisas"                                                           | Mauro Mendonça Filho | Bernardo Guilherme & Marcelo Gonçalves                                | 21 de junho de 2001    | N/A       |
| 13           | 13           | "Me Engana Que Eu Gosto"                                                             | Mauro Mendonça Filho | Adriana Falcão, Odete Damico & Juca Filho                             | 28 de junho de 2001    | N/A       |
| 14           | 14           | "Apagão, Não"                                                                        | Mauro Mendonça Filho | Bernardo Guilherme & Marcelo Gonçalves                                | 5 de julho de 2001     | N/A       |
| 15           | 15           | "A Velha Chama"                                                                      | Mauro Mendonça Filho | Bernardo Guilherme & Marcelo Gonçalves                                | 19 de julho de 2001    | N/A       |
| 16           | 16           | "Cachorro do Agostinho"                                                              | Mauro Mendonça Filho | Bernardo Guilherme, Marcelo Gonçalves & Márcio Wilson                 | 26 de julho de 2001    | N/A       |
| 17           | 17           | "A Bola da Vez"                                                                      | Mauro Mendonça Filho | Juca Filho & Márcio Wilson                                            | 2 de agosto de 2001    | N/A       |
| 18           | 18           | "Papai Está com a Cachorra"                                                          | Mauro Mendonça Filho | Adriana Falcão, Bernardo Guilherme & Marcelo Gonçalves                | 9 de agosto de 2001    | N/A       |
| 19           | 19           | "A Melhor Casa da Rua"                                                               | Mauro Mendonça Filho | Juca Filho & Márcio Wilson                                            | 13 de setembro de 2001 | N/A       |
| 20           | 20           | "A Dois Quilos da Felicidade"                                                        | Mauro Mendonça Filho | Bernardo Guilherme & Marcelo Gonçalves                                | 20 de setembro de 2001 | N/A       |
| 21           | 21           | "A Desquitada da Freguesia"                                                          | Mauro Mendonça Filho | Bernardo Guilherme & Marcelo Gonçalves                                | 27 de setembro de 2001 | N/A       |
| 22           | 22           | "Pai Por Um Dia"                                                                     | Mauro Mendonça Filho | Adriana Falcão, Bernardo Guilherme & Marcelo Gonçalves                | 4 de outubro de 2001   | N/A       |
| 23           | 23           | "Quanto Ganha Meu Marido?"                                                           | Mauro Mendonça Filho | Juca Filho & Márcio Wilson                                            | 11 de outubro de 2001  | N/A       |
| 24           | 24           | "O Rei do Taco"                                                                      | Mauro Mendonça Filho | Bernardo Guilherme & Marcelo Gonçalves                                | 18 de outubro de 2001  | N/A       |
| 25           | 25           | "Pai Lineu"                                                                          | Mauro Mendonça Filho | Juca Filho & Márcio Wilson                                            | 25 de outubro de 2001  | N/A       |
| 26           | 26           | "O Filho da Mãe"                                                                     | Mauro Mendonça Filho | Adriana Falcão, Bernardo Guilherme & Marcelo Gonçalves                | 1 de novembro de 2001  | N/A       |
| 27           | 27           | "Mamãe Subiu no Telhado"                                                             | Mauro Mendonça Filho | Bernardo Guilherme & Marcelo Gonçalves                                | 7 de novembro de 2001  | N/A       |
| 28           | 28           | "Quem Manda Aqui é Ela"                                                              | Mauro Mendonça Filho | Bernardo Guilherme & Marcelo Gonçalves                                | 15 de novembro de 2001 | N/A       |
| 29           | 29           | "Me Dá Um Dinheiro Aí"                                                               | Mauro Mendonça Filho | Adriana Falcão, Bernardo Guilherme & Marcelo Gonçalves                | 22 de novembro de 2001 | N/A       |
| 30           | 30           | "A Esposa Modelo"                                                                    | Mauro Mendonça Filho | Juca Filho & Márcio Wilson                                            | 29 de novembro de 2001 | N/A       |
| 31           | 31           | "Isso É Coisa de Homem?"                                                             | Mauro Mendonça Filho | Bernardo Guilherme & Marcelo Gonçalves                                | 6 de dezembro de 2001  | N/A       |
| 32           | 32           | "Presença de Lineu"                                                                  | Mauro Mendonça Filho | Juca Filho & Márcio Wilson                                            | 13 de dezembro de 2001 | N/A       |
| 33           | 33           | "Um Infeliz Natal Para Você Também"                                                  | Mauro Mendonça Filho | Adriana Falcão, Bernardo Guilherme & Marcelo Gonçalves                | 20 de dezembro de 2001 | N/A       |
| 34           | 34           | "Cada Caso é Um Caso"                                                                | Mauro Mendonça Filho | Bernardo Guilherme & Marcelo Gonçalves                                | 9 de janeiro de 2002   | N/A       |
| 35           | 35           | "Nenê, Esposa Carinhosa, Corpo Escultural, Mãos de Fada, Atendimento Personalizado!" | Mauro Mendonça Filho | Adriana Falcão, Juca Filho & Márcio Wilson                            | 16 de janeiro de 2002  | N/A       |
| 36           | 36           | "Ô Velho Gostoso"                                                                    | Mauro Mendonça Filho | Adriana Falcão, Bernardo Guilherme, Guel Arraes & Marcelo Gonçalves   | 23 de janeiro de 2002  | N/A       |

### 2.ª temporada (2002)
| N.º na série | N.º na temp. | Título                                             | Dirigido por                 | Escrito por                                                                                         | Exibição original      | Audiência |
| ------------ | ------------ | -------------------------------------------------- | ---------------------------- | --------------------------------------------------------------------------------------------------- | ---------------------- | --------- |
| 37           | 1            | "Big Family Brasil"                                | Maurício Farias              | Bernardo Guilherme & Marcelo Gonçalves                                                              | 4 de abril de 2002     | N/A       |
| 38           | 2            | "Grandes Famílias, Pequenos Negócios"              | Maurício Farias              | Adriana Falcão, Bernardo Guilherme & Márcio Wilson                                                  | 11 de abril de 2002    | N/A       |
| 39           | 3            | "Genro Não é Parente"                              | Maurício Farias              | Marcelo Gonçalves, Márcio Wilson & Juca Filho                                                       | 18 de abril de 2002    | N/A       |
| 40           | 4            | "Família Monstro"                                  | Maurício Farias              | Adriana Falcão, Bernardo Guilherme, Juca Filho & Marcelo Gonçalves                                  | 25 de abril de 2002    | N/A       |
| 41           | 5            | "Vai Ser Tuco na Vida"                             | Maurício Farias              | Aloísio de Abreu, Márcio Wilson & Marcelo Gonçalves                                                 | 2 de maio de 2002      | N/A       |
| 42           | 6            | "Assim É se lhe Parece"                            | Maurício Farias              | Adriana Falcão, Aloísio de Abreu, Juca Filho & Márcio Wilson                                        | 9 de maio de 2002      | N/A       |
| 43           | 7            | "Roupa Suja se Lava em Casa!"                      | Maurício Farias              | Adriana Falcão, Aloísio de Abreu, Bernardo Guilherme, Juca Filho, Marcelo Gonçalves & Márcio Wilson | 16 de maio de 2002     | N/A       |
| 44           | 8            | "Lineu Vs Lineu"                                   | Maurício Farias              | Juca Filho & Márcio Wilson                                                                          | 23 de maio de 2002     | N/A       |
| 45           | 9            | "A Escolha de Bebel"                               | Maurício Farias              | Adriana Falcão, Aloísio de Abreu, Bernardo Guilherme & Marcelo Gonçalves                            | 30 de maio de 2002     | N/A       |
| 46           | 10           | "Amigos, Amigos, Negócios à Parte"                 | Maurício Farias              | Adriana Falcão, Bernardo Guilherme & Marcelo Gonçalves                                              | 6 de junho de 2002     | N/A       |
| 47           | 11           | "Feitiço do Tédio"                                 | Maurício Farias              | Bernardo Guilherme & Marcelo Gonçalves                                                              | 13 de junho de 2002    | N/A       |
| 48           | 12           | "Explode Coração!"                                 | Maurício Farias              | Adriana Falcão, Juca Filho, Márcio Wilson & Nilton Braga                                            | 20 de junho de 2002    | N/A       |
| 49           | 13           | "Um Tapinha Não Dói"                               | Maurício Farias              | Bernardo Guilherme & Marcelo Gonçalves                                                              | 27 de junho de 2002    | N/A       |
| 50           | 14           | "Mata o Véio!"                                     | Maurício Farias              | Bernardo Guilherme, Marcelo Gonçalves & Nilton Braga                                                | 4 de julho de 2002     | N/A       |
| 51           | 15           | "Quem Nunca Pecou que Atire a Primeira Pedra"      | Maurício Farias              | Bernardo Guilherme & Marcelo Gonçalves                                                              | 11 de julho de 2002    | N/A       |
| 52           | 16           | "Nenê no Volante, Perigo de Amante"                | Maurício Farias              | Juca Filho, Márcio Wilson & Nilton Braga                                                            | 18 de julho de 2002    | N/A       |
| 53           | 17           | "O Sétimo Silva"                                   | Maurício Farias              | Adriana Falcão, Juca Filho, Márcio Wilson & Nilton Braga                                            | 25 de julho de 2002    | N/A       |
| 54           | 18           | "Um Homem para Chamar Lineu"                       | Maurício Farias              | Marcelo Gonçalves & Nilton Braga                                                                    | 1 de agosto de 2002    | N/A       |
| 55           | 19           | "É Pai, É Pedra, É o Fim do Caminho"               | Maurício Farias              | Bernardo Guilherme, Marcelo Gonçalves & Márcio Wilson                                               | 8 de agosto de 2002    | N/A       |
| 56           | 20           | "Senhor Viúvo Procura"                             | Maurício Farias              | Bernardo Guilherme, César Cardoso & Márcio Wilson                                                   | 15 de agosto de 2002   | N/A       |
| 57           | 21           | "Vai pra Casa, Beiçola!"                           | Maurício Farias              | Bernardo Guilherme, César Cardoso & Márcio Wilson                                                   | 21 de agosto de 2002   | N/A       |
| 58           | 22           | "Os Safados"                                       | Maurício Farias              | Bernardo Guilherme, Juca Filho, Marcelo Gonçalves e Nilton Braga                                    | 28 de agosto de 2002   | N/A       |
| 59           | 23           | "Os Boçais"                                        | Maurício Farias              | Adriana Falcão & Juca Filho                                                                         | 4 de setembro de 2002  | N/A       |
| 60           | 24           | "Vai para o Trono ou Não Vai?"                     | Maurício Farias              | Bernardo Guilherme, César Cardoso, Marcelo Gonçalves, Márcio Wilson & Nilton Braga                  | 11 de setembro de 2002 | N/A       |
| 61           | 25           | "Passei a Noite Procurando Tuco"                   | Maurício Farias              | Bernardo Guilherme, César Cardoso, & Juca Filho                                                     | 18 de setembro de 2002 | N/A       |
| 62           | 26           | "O Chamado da Natureza"                            | Maurício Farias              | Marcelo Gonçalves, Márcio Wilson & Nilton Braga                                                     | 25 de setembro de 2002 | N/A       |
| 63           | 27           | "O Amigo do Homem"                                 | Maurício Farias              | César Cardoso, Marcelo Gonçalves & Nilton Braga                                                     | 9 de outubro de 2002   | N/A       |
| 64           | 28           | "O Garanhão do Futuro Contra a Mulher Gata no Cio" | Maurício Farias              | Adriana Falcão, Bernardo Guilherme, César Cardoso & Juca Filho                                      | 16 de outubro de 2002  | N/A       |
| 65           | 29           | "Agostinho Vai à Luta!"                            | Maurício Farias              | Marcelo Gonçalves, Márcio Wilson & Nilton Braga                                                     | 31 de outubro de 2002  | N/A       |
| 66           | 30           | "A Quentinha da Bebel"                             | Maurício Farias              | Adriana Falcão, Bernardo Guilherme, Juca Filho & Márcio Wilson                                      | 7 de novembro de 2002  | N/A       |
| 67           | 31           | "O Casamento do Velho Safado"                      | Ary Coslov & Maurício Farias | Bernardo Guilherme, César Cardoso & Nilton Braga                                                    | 14 de novembro de 2002 | N/A       |
| 68           | 32           | "A Mulher que Botou Chifre no Capeta"              | Ary Coslov & Maurício Farias | Bernardo Guilherme, Juca Filho & Márcio Wilson                                                      | 21 de novembro de 2002 | N/A       |
| 69           | 33           | "O Homem Ideal"                                    | Ary Coslov                   | Adriana Falcão, Marcelo Gonçalves & Nilton Braga                                                    | 28 de novembro de 2002 | N/A       |
| 70           | 34           | "Noiva em Fúria"                                   | Ary Coslov                   | César Cardoso, Marcelo Gonçalves & Nilton Braga                                                     | 5 de dezembro de 2002  | N/A       |
| 71           | 35           | "Tá Dominado"                                      | Ary Coslov                   | César Cardoso, Marcelo Gonçalves & Nilton Braga                                                     | 12 de dezembro de 2002 | N/A       |
| 72           | 36           | "O "Ó" do Borogodó"                                | Ary Coslov                   | Adriana Falcão, Bernardo Guilherme & Marcelo Gonçalves                                              | 19 de dezembro de 2002 | N/A       |
| 73           | 37           | "A Enorme Família"                                 | Maurício Farias              | Adriana Falcão, Bernardo Guilherme & Marcelo Gonçalves                                              | 26 de dezembro de 2002 | 34 pontos |

### 3.ª temporada (2003)
Nessa temporada, os coadjuvantes começaram a ter histórias próprias. Marilda, que apareceu na temporada anterior, é amiga de juventude de Nenê. Fumante, desleixada e de seios avantajados pelas próteses de silicone dadas pelo "Falecido", antigo namorado dela, Marilda não consegue arrumar um marido, por ela ter "dedo-podre", sendo a solteirona do bairro. Marilda descobre que o "Falecido" é na verdade o Mendonça, que mentia ser casado para não ficar com ela, mas que já era viúvo. Os dois noivaram, mas separaram logo em seguida.
Seu Floriano continua firme com Genoveva, contudo o personagem morre junto com seu intérprete, Rogério Cardoso. No lugar de Seu Flor, aparece o Tio Juvenal, o seu irmão. Por ser um velho ranzinza e mal educado, a família o apelida de "tio mala".
O irmão inconveniente de Lineu, Frank (Pedro Paulo Rangel), aparece na casa dos Silva, o que irrita bastante o patriarca da família, que não gosta dele desde a infância. Tuco começa a namorar com Viviane (Leandra Leal), uma jovem hippie e grudenta, que com apenas um mês de namoro já engravida, o que irrita Lineu e Nenê. O ex-noivo de Bebel, Maurício (Fábio Assunção), reaparece na vida dela, criando um conflito entre ela e o marido, Agostinho. Com ciúmes excessivos, Agostinho deixa Bebel confusa quanto ao seu casamento. No final, ela prefere ficar com seu atual marido, Agostinho.
No final da temporada, Vivi dá à luz a Nelson, o Nelsinho, no meio da ceia de natal, o que agita toda a família.

#### Temas principais da temporada
- Andréa Beltrão entra para o elenco principal como Marilda, logo no episódio de estréia da temporada.
- Separação de Bebel e Agostinho, que ensaia um romance com seu antigo noivo, Maurício.
- Namoro de Tuco e Viviane, que engravida.
- Beiçola sofrendo um ataque cardíaco.
- Morte de Seu Floriano e aparição do Tio Juvenal (Tio Mala).

#### Protagonistas
- Marco Nanini
- Marieta Severo
- Guta Stresser
- Andréa Beltrão
- Lúcio Mauro Filho
- Pedro Cardoso
- Rogério Cardoso

#### Coadjuvantes
- Marcos Oliveira
- Tonico Pereira

#### Participações especiais
- Ana Rosa como Genoveva (Alguns episódios) - Namorada de Floriano, bastante ciumenta e cuidadosa para com ele.
- Fábio Assunção como Maurício (Alguns episódios) - Ex-noivo de Bebel, a quem esta largou afim de ficar com Agostinho. Retorna á vida dela durante a crise de separação do casal e ela começa a ter um caso com o mauricinho, enciumando seu agora ex-marido, que chega a ponto de contratar o marginal Dentada, afim de bater no rapaz.
- Leandra Leal como Viviane  (Alguns episódios) - Garota hippie que é namorada de Tuco perto do fim da temporada, sendo bastante grudenta e pegajosa. O namoro deles é contra a vontade da família, que tem que lidar com o fato de Tuco tê-la supostamente engravidado.
- Alexandre Zacchia como Dentada (Alguns episódios) - Golpista local e falso amigo de Agostinho, contratado pelo mesmo afim de fazer certos serviços sujos e ilegais.
- Mariana Ximenes como Ana / Nicole (Essa é pra Casar!) - Garota de programa que flerta com Tuco, que acaba criando esperança em tê-la como namorada.
- Lázaro Ramos como Alemão (Quem Vai Ficar com Mário?) - Pedreiro e pintor da pastelaria de Beiçola enquanto esta está sendo reformada.
- Murilo Elbas como Guarda (Quem Vai Ficar com Mário?)
- Orã Figueiredo como Roni  (Tudo Que Você Nunca Quis Saber Sobre Sexo)
- Ricardo Pavão como Dono da Boate (O Dia Internacional Da Traição e Seu Floriano Amanheceu Pegando Fogo) - Dono de uma casa noturna que vende alimentos ilegais, tais como bebidas alcoólicas falsificadas.
- Patrícya Travassos como Neide (Seu Floriano Amanheceu Pegando Fogo)
- Eliana Fonseca como Ivete  (Quem Ama Não Casa e O Tio Mala) - Prima folgada de Nenê, vinda de Governador Valadares.
- Cristina Pereira como Odete (Quem Ama Não Casa e O Tio Mala) - Irmã mais nova de Ivete, igualmente prima de Nenê e natural de Governador Valadares. Assim como sua irmã, é igualmente malandra e folgada.
- Otávio Augusto como Bocada (O Refúgio do Guerreiro)
- Francisco Milani como Tio Juvenal (O Tio Mala) - Irmão ranzinza de Seu Floriano, que é hospedado na casa dos Silva. Possivelmente o personagem foi criado após o falecimento de Rogério Cardoso, afim de suprir a falta deste.
- João Carlos Barroso como Goró (Família Apaixonada) - Taxista do bairro e colega de praça de Agostinho, sendo um de seus aliados no intuito dos taxistas processarem a novela Mulheres Apaixonadas por acreditarem que esta difama a moral dos taxistas honestos. Devido a um mal entendido, Goró acredita que Lineu está tendo problemas com álcool quando na verdade, ele apenas está acompanhando Mendonça(sendo que este está tendo problemas com a bebida desde que Marilda o deixou) num grupo de apoio.
- Rosi Campos como Roberta Dinamite (Família Apaixonada) - Ex-colega de classe de Nenê do ensino fundamental que nunca a convidava para suas festas por achá-la certinha e cafona demais. Devido a um mal entendido, Roberta acredita que Nenê e Marilda são um casal e as duas não desmentem tal fato, ao que Roberta convida as duas para uma festa na sua casa, revelando-se homossexual e chegando até a assediar Nenê durante a festa(o que provoca a ira de Marilda, que toma partido afim de impedir a aproximação da anfitriã)
- Pedro Paulo Rangel como Frank Silva (Vida de Inseto) - Meio-irmão de Lineu, a quem este não suporta por achá-lo um tremendo vigarista. Mente para a família que é um ator em ascensão, quando na verdade, é o garoto propaganda de um veneno para baratas, tendo vergonha de sua profissão.
- Leona Cavalli como Vanessa (Costurando para Fora)
- Cláudio Gabriel como Ladrão (Atirei o Pau no Mário)
- Enrique Díaz como Ferrugem (Isso é Ciúme de Você) - Vendedor de carros que se faz de amigo de Agostinho, mas na verdade, tenta dar em cima de Bebel nas costas do suposto amigo.
- Augusto Madeira como Manobrista (O Boca Livre)
- Camila Pitanga como Marina (Como Rechear um Peru) - Meia-irmã de Nenê, bem mais jovem que ela, que já teve um caso amoroso com Tuco, que vive tentando reatar com ela, ignorando o fato dela ser sua tia.
- Diogo Vilela como Remela (Como Rechear um Peru) - Bandido local e amigo de infância de Agostinho, que vive o colocando numa fria, priorizando mais seu trabalho como bandido que a amizade entre eles.

### 4.ª temporada (2004)
Bebel e Agostinho mudam para a casa ao lado, e passam a pagar aluguel ao dono: o Beiçola. Marilda reencontra Mendonça, seu antigo noivo que só lhe deu dor de cabeça. Mesmo assim os dois começam a namorar.
Tio Juvenal, o tio mala, passa a morar com a família Silva nessa temporada, portanto, se torna certamente mais frequente na série. Ao contrário de Seu Flor que dormia na sala, ele consegue um quarto só pra ele: o antigo quarto de Bebel e Agostinho. Marilda e Nenê descobrem que Beiçola tem surtos e que nesses momentos ele passa a se vestir como a mãe, Dona Etelvina, com direito a maquiagem e peruca, além de reproduzir seu tom de voz e seu sotaque lusitano. Sem saber que Dona Etelvina é falecida(e que ela é apenas um alter-ego de seu filho Beiçola), Tio Juvenal se apaixona por ela e acredita ser correspondido, muito embora enfrente os ciúmes do enteado em potencial. O último episódio da temporada é o último que conta com a presença de Juvenal, que simplesmente deixa de aparecer na série com a morte de seu intérprete Francisco Milani, dando a entender que voltou a morar em Governador Valadares.
Após brigar com Vivi e ela ir para a casa dos pais em São Paulo, Tuco começa a ter um caso com Marilda, que brigou com Mendonça. Essa situação não agrada a Nenê, que acha a amiga muito velha para o seu filho.

#### Temas principais da temporada
- Viviane e Tuco continuando a namorar e tendo o filho.
- Tio Mala morando com os Silva.
- Caso de Tuco e Marilda.
- Namoro de Mendonça e Marilda.
- Aparição de Etelvina
- Amor de Juvenal por Etelvina.
- Incêndio da Pastelaria.

#### Protagonistas
- Marco Nanini
- Marieta Severo
- Guta Stresser
- Andréa Beltrão
- Lúcio Mauro Filho
- Pedro Cardoso

### Coadjuvantes
- Marcos Oliveira
- Tonico Pereira
- Francisco Milani
- Leandra Leal

### Participações especiais
- Aramis Trindade (O Rei Leão)
- Murilo Elbas (Agora a Coisa Vai)
- Malu Valle (A Morte do Canalha)
- Nair Bello (Um Táxi Chamado Desejo) como Dona Elizete, uma cliente idosa e rica que dá em cima de Agostinho em seu táxi.
- Antônio Fragoso (Um Táxi Chamado Desejo)
- Totia Meireles (Depois Daquela Coisa)
- Analu Prestes (Sexo, Drogas e Vinho do Porto)
- Ricardo Pavão (Sexo, Drogas e Vinho do Porto)
- João Paulo Silvino (A Marca da Maldade) como Beto, ex-namorado de Viviane.
- Carol Machado (Oitenta Milhões em Ação)
- Alexandre Dacosta (O Mal Amado)
- Malu Mader (Vou de Táxi)
- André Mattos (Quem Matou Mário? e Os Miseráveis)
- Nina Morena (A Namoradinha de Um Amigo Meu) como uma garota de programa contratada por Mendonça para fingir que é sua namorada e fazer ciúmes á Marilda, que o rejeitou.
- Alexandre Moreno (A Namoradinha de Um Amigo Meu) como o namorado da Marilda em sua festa de 40 anos.
- Bruno Garcia (Profissão Safado) como Vasconcelos: Gerente corrupto de um supermercado que Lineu vive multando. Tenta sempre engambelar o fiscal, principalmente se vitimizando.
- Francisco Cuoco (Quem é Morto Sempre Aparece) como Oduvaldo Carrara: Pai de Agostinho que tenta criar um elo com o filho mesmo depois de anos sem vê-lo.
- Daniel Boaventura (Embalos de Sexta à Noite) como Otávio: O atraente paquera de Marilda, com quem esta marcou um encontro numa badalada casa noturna. Graças a Agostinho ter roubado o convite de Marilda, Otávio acaba encontrando Bebel em seu lugar, e ela ajuda o rapaz a achar a cabeleireira, que entra na mesma boate, mas acaba se desencontrando com o sujeito.
- João Fiani (Embalos de Sexta à Noite) como o segurança da casa noturna que barra Agostinho de entrar enquanto Bebel já entrou e encontra Otávio lá dentro.
- Virginia Cavendish como Maria Padilha (A Morte do Bom Velhinho)

### 5.ª temporada (2005)
Marilda descobre estar grávida de Mendonça. Por conta disso ela resolve casar com ele, mesmo com Tuco (apaixonado por ela) e sua amiga Nenê sendo contra. Após perder o bebê, ela também separa do Mendonça, que começa a se envolver com Maria Padilha, uma nova funcionária da repartição certamente mais jovem que ele e bastante atraente. 
Tuco se inscreve para o Big Brother Brasil, onde logo conquista a antipatia dos demais participantes e é perseguido pelo líder da casa, sendo indicado para sair, com isso, ele finge ser gay na intenção de comover o público, mas bota tudo a perder quando acaba assediando sua melhor amiga na casa e desmentindo a farsa, conseguindo ser o primeiro eliminado do programa. Ele passa a usar a fama de "ex-BBB" desde então.
Dona Nenê perde a memória ao bater a cabeça em um poste e Beiçola aproveita a situação para dar em cima dela. Com isso, Lineu tenta, e consegue, reconquistá-la e ela recupera a memória.
Mesmo sem gostar de Vivi, que estava em São Paulo na casa dos pais, Nenê a convida para passar uns dias na casa da família Silva e assim destruir a relação de Tuco e Marilda, já que Nenê não gosta da diferença de idade do casal. Paulão aparece e já conquista as mulheres do bairro, principalmente Marilda. Bebel e Agostinho começam a brigar e resolvem se separar. Entretanto, Agostinho pede pensão à esposa, alegando doença e prejuízo por ter vendido um táxi para pagar viagem aos Estados Unidos. Mesmo perdendo, Bebel se vinga ficando loira e se exibindo na rua. Após muitas provocações um ao outro, os dois voltam a ficar juntos. O pai de Agostinho morre no último episódio da temporada.

#### Temas principais da temporada
- Agostinho e Bebel morando na casa ao lado.
- Amizade de Remela e Agostinho.
- Caso de Mendonça e Marilda.
- Agostinho decide ir embora pros Estados Unidos, mas é preso logo depois. Com isso, ele e Bebel se separam.
- Beiçola restabelecendo sua pastelaria após o incêndio.

#### Protagonistas
- Marco Nanini
- Marieta Severo
- Guta Stresser
- Andréa Beltrão
- Lúcio Mauro Filho
- Pedro Cardoso

#### Coadjuvantes
- Marcos Oliveira
- Tonico Pereira

#### Participações especiais
- Virginia Cavendish (Alguns episódios) como Maria Padilha, a sensual secretária da repartição e nova namorada de Mendonça após este romper com Marilda, que rivaliza com a moça. Não muito secretamente, Tuco demonstra certa queda por ela em algumas situações.
- Evandro Mesquita (O homem dois ponto zero) como Paulão da Regulagem, o novo mecânico do bairro. O personagem se tornaria mais recorrente em futuras temporadas.
- Alexandre Zacchia (Meu filho, meu tesouro e Os estressados) como Dentada: Trambiqueiro local e amigo de longa data de Agostinho. Nada confiável, Dentada pensa apenas em seu próprio benefício e prejudica até o próprio Agostinho se for preciso para se dar bem.
- Diogo Vilela (Meu Marido de Avental e Segurança Mas Não Cai) como Remela: Bandido local e amigo de infância de Agostinho, a quem este sempre tenta proteger. Em "Segurança Mas Não Cai", Agostinho dá a chance á Remela de se redimir com o bairro, indicando o mesmo como segurança, por ele conhecer as estratégias de outros bandidos, mas nem todos aceitam o mesmo como tal e Remela ainda assim não consegue parar com seus trambiques.
- Karina Bacchi (Seu Popozão Vale Um Milhão e Segurança Mas Não Cai) como Paty: Moça bastante atreante e sensual que se torna a melhor amiga de Tuco no BBB. Este por sua vez se interessa por ela, mas por ter sido indicado para o paredão, finge ser gay como estratégia para comover tanto o público como aos demais participantes, e agora tem que se controlar perto de sua amada. Em "Segurança Mas Não Cai", depois que tanto Tuco quanto Paty não são mais participantes do programa, os dois se reencontram numa festa e voltam a se paquerar(já que ela já sabe que ele não é gay), mas o romance dos dois acaba sendo interrompido pelas confusões de Bebel e Agostinho com Remela, que colocam tudo a perder.
- Miguel Nader (Seu Popozão Vale Um Milhão) como Tony: Outro participante do BBB, um valentão que é o líder da semana e logo implica com Tuco, por este ser folgado demais e não se atentar ás responsabilidades da casa, indicando o mesmo para sair.
- Ruy Rezende (Seu Popozão Vale Um Milhão) como Fonseca: Diretor da repartição, vindo direto de Brasília. Por ser fã do BBB, começa a bajular Lineu e privilegiá-lo após descobrir que o mesmo é pai do Tuco, deixando Mendonça de lado e promovendo o "Popozão", que acaba se aproveitando de suas regalias na empresa e fica um tanto quanto folgado.
- Pedro Paulo Rangel (O Irmão Mais Esperto de Lineu Silva) como Frank Silva: Meio-irmão de Lineu, a quem este detesta e faz de tudo para evitar devido a este ser um malandro contador de vantagem e sempre se aproveitar da família de forma bastante folgada e interesseira.
- José Rubens Chachá (A desmiolada) como Moraes, um homem de meia idade que flerta com Nenê no Petisco da Velha, quando esta perde a memória. Moraes obviamente rivaliza com Lineu, que tenta fazer com que a esposa retome a consciência.
- Graziella Moretto (Um drinque no inferninho)
- Mário Schoemberger (Um drinque no inferninho)
- Leandra Leal (A intrusa, Elas estão descontroladas e Como era gostoso meu ex) como Viviane: Namorada de Tuco, com quem este teve o filho Nelsinho, apesar das idas e vindas do casal devido a ela ter a família em São Paulo e também ás desavenças entre eles principalmente por Nenê se desentender com ela.
- Karina Falcão (Ah, Meu Pai!) como Lurdinha, ex-empregada dos Silva que alega ter tido um filho com Agostinho.
- Arminda Freire (Bye bye Bebel e Hoje é dia de mandinga)
- André Abujamra (Amor bandido) como o companheiro de cela de Agostinho que tenta flertar com ele.
- Xando Graça (Amor bandido)
- Marcelo Valle (Amor bandido)
- Paulo Carvalho (A volta da que não foi)
- Murilo Elbas (A volta da que não foi)
- Gláucio Gomes (Van esperança) como Odivan, um dono de van que promove ilegalmente o transporte coletivo no bairro.
- Ana Kutner (Van esperança)
- Emílio Pitta (A grande familia justiça)
- Guilherme Piva (Meu reino por um shopping)
- Antonio Calloni (Eu, eu mesma e Lineu) como Aníbal, futuro sócio de Lineu na repartição.
- Louise Cardoso (Eu, eu mesma e Lineu) como Vilma, esposa de Aníbal. Devido a um mal entendido, Vilma conhece Marilda e acredita que ela é Nenê e o pior acontece quando a mesma combina um jantar com ela.

### 6.ª temporada (2006)
A aparição de Paulão (Evandro Mesquita) aumenta na série quando ele e Marilda começam a se relacionar, mas ela sempre fica na dúvida entre ele, Mendonça ou Tuco. Dona Abigail (Márcia Manfredini) começa a aparecer na série, como uma vizinha fofoqueira e invejosa, dona de uma locadora que detesta a dona Nenê. Quem também apareceu para atazanar a dona de casa foi Margot (Lília Cabral), amiga de escola da Nenê, que dava em cima de Lineu.
Gina (Natália Lage) finge ser namorada de Tuco diante da família Silva, para que ele possa casar e obter dupla cidadania (Gina é de família portuguesa), no entanto a família descobre a farsa. Dona Nenê passa a tomar conta da pastelaria do Beiçola, quando o mesmo, em surto, se veste como a mãe para receber a pensão dela, e da prisão vai para o hospital psiquiátrico. O episódio em questão comemora os 200 episódios da série.
Nesse ano, Lineu passa a ter problemas cardíacos, pelo aborrecimento constante com o genro, que assume a presidência do clube do bairro, o Paivense, e começa a promover eventos e se despreocupar de questões mais importantes, o que gera no sogro alguns contratempos, além das questões com Mendonça e a repartição que também contribuem para os problemas de saúde do fiscal. Após desentendimentos, que duraram o ano inteiro, Lineu e Agostinho resolvem dar trégua e acabam com as brigas, que fez com que chegassem ao ponto inclusive de levantar um muro entre as duas casas.

#### Temas principais da temporada
- Agostinho como novo comodoro do clube Paivense.
- Caso de Paulão e Marilda.
- Lineu sofre infarto e deixa de falar com Agostinho.
- Bebel e Nenê param de se falar.
- Lineu constrói um muro para separar as casas.
- Nenê fica mal falada depois de dar um depoimento na televisão.
- Beiçola é internado e Nenê assume a pastelaria.

#### Protagonistas
- Marco Nanini
- Marieta Severo
- Guta Stresser
- Andréa Beltrão
- Lúcio Mauro Filho
- Pedro Cardoso

#### Coadjuvantes
- Marcos Oliveira
- Tonico Pereira
- Evandro Mesquita

#### Participações especiais
- Alexandre Zacchia (O senhor do castelo, Tuco mãos de tesoura e Muro da vergonha) como Dentada: Falso amigo de Agostinho e golpista local, especialista em serviços sujos.
- Lília Cabral (A malvada) como Margot: Falsa amiga de Nenê(na verdade é uma velha rival dos tempos da escola) que cortejava Lineu.
- Angelo Antônio (O crápula) como Menezes: Um homem que fora multado por Lineu e perdeu suas posses e sua família, assim, invade o escritório da repartição enquanto bêbado e ameaça suicídio, sendo salvo por Lineu, que até então desconhece sua história
- Bianca Byington (O dia da surpresa) como Sofia: Velha colega de escola de Marilda(na verdade, uma velha rival) que vivia zombando da falta de sorte da cabeleireira com os homens.
- Viviane Victorette (O dia da surpresa)
- Diogo Vilela (O poderoso popozão e Mulher de amigo meu pra mim é homem) como Remela: Bandido local e amigo de infância de Agostinho, que sempre tenta ajudar o amigo a se redimir, mas este sempre cai no ato do crime novamente.
- Bruce Gomlevsky (A mocréia) como Foguete: Um dos amigos esquisitos de Tuco. Foguete é especialista em foto-montagem, e faz para Tuco uma montagem de uma mulher sensual e nua com o rosto de Marilda.
- Heitor Goldflus (A mocréia) como o cirurgião plástico que oferece um catálogo de mudanças cirúrgicas para Marilda, sendo essas pagas por Mendonça, que oferece bancar tais mudanças afim de conquistar sua amada.
- Larissa Bracher (Tuco mãos de tesoura) como uma moça atraente que chama a atenção de Tuco, que para senão perder o emprego no salão de Marilda, finge ser gay e assim faz amizade com a moça, que nem desconfia de suas verdadeiras intenções.
- Juliana Baroni (Uma vez paivense, paivense até morrer) como Dani: Ex-colega de trabalho e amiga de Bebel que é gerente de um supermercado onde Agostinho troca as etiquetas de preços dos produtos.
- Flávio Bauraqui (O fugitivo) como Valter: Ex-namorado de Bebel, com quem esta namorou bem jovem. Surge no baile do paivense onde Bebel tenta arrumá-lo para Marilda, mas Agostinho pensa que ele está sondando a própria Bebel e o expulsa do baile. Com a ajuda de Beiçola, que também foi barrado (por Bebel achar que ele estava mal vestido), Valter denuncia Agostinho, alegando este tê-lo maltratado por ser racista, uma vez que Valter é negro.
- George Lopes (O homem bomba)
- Luciene Martes (O homem bomba)
- Guida Vianna (Os diaristas)
- Marcelo Mello (Genro faz mal à saúde) como um funkeiro que agride Lineu fisicamente num baile funk do Paivense por achar que este pediu pra trocar o funk por uma música de baile de fossa. Após Lineu revidar os golpes do mesmo, se inicia uma confusão no clube e Lineu aponta Agostinho como responsável pelo ocorrido.
- Malu Valle (O que terá acontecido a Lineu Silva?)
- Gustavo Gasparini (Mulher de amigo meu pra mim é homem)
- Isabela Garcia (Jararaca e lambisgóia) como Socorro: Cliente de Marilda, desesperada por estar sofrendo com o marido, que mais tarde é revelado como Paulão, ao que a princípio, Marilda e Bebel(que a estão ajudando a superar a situação) desconhecem o fato.
- Kiko Mascarenhas (Dona Beiçola)
- Daniel Dantas (Nunca houve uma mulher como Gilda)
- Carla Diaz (As debutantes) como Paloma de Oliveira Albuquerque e Gonçalves: Debutante da festa de 15 anos promovida por Agostinho no Clube Paivense. Após vários contratempos(e consequentemente decepções), Paloma é consolada por Marilda, que também teve uma desilusão(em seu caso, amorosa) em sua festa de 15 anos.
- Elias Andreatto (As debutantes) como Seu Gonçalves: Pai da debutante Paloma.
- Rodrigo Penna (Dois filhos de Lineu e Casar é um bom negócio) como Fumaça, amigo malandro de Tuco que lhe "empresta" sua namorada Gina, por quem Tuco mais tarde se apaixona.
- Natália Lage (Casar é um bom negócio) como Gina, namorada de Fumaça, a quem Tuco "pega emprestado" afim de ganhar cidadania europeia. Eventualmente, Gina e Tuco acabam se apaixonando e se tornam namorados de fato.
- Lúcia Alves (A mãe da minha melhor amiga)
- Ernani Moraes (A última ceia)

### 7.ª temporada (2007)
No aeroporto, com a crise aérea cheia de voos atrasados, a família Silva espera para embarcar. Dentro do avião, Bebel dá a notícia que vai acompanhar a personagem durante toda a temporada: ela está grávida.
A notícia deixa Agostinho com crise de ansiedade. No hospital constata-se que ele está com síndrome do pânico, doença que ele só consegue superar no desenvolver da temporada.
No episódio “os malas” Tuco descobre que o filho que teve com Viviane, na verdade não era seu, mas do seu amigo, o Fumaça. Gina começa a namorar com Tuco, mas não esquece o "ex" Fumaça e decide namorar os dois ao mesmo tempo.
Todas essas novidades iniciam uma grande crise na relação de Nenê e Lineu, que passam a viver em casas diferentes, voltando após cem dias separados.
No último episódio, sabe-se de uma troca na maternidade no ano que Tuco nasceu, o que provoca uma tensão na família Silva. Ao mesmo tempo nasce o filho de Bebel e Agostinho, que todos pensavam ser uma menina. Após o exame de DNA, Tuco constata ser o filho de Lineu e Nenê, e, como homenagem ao pai de Nenê, Agostinho e Bebel dão ao bebê o nome de Floriano.

#### Temas principais da temporada
- Gravidez de Bebel.
- Gina entre Fumaça e Tuco.
- Caso de Paulão e Marilda.
- Separação de Lineu e Nenê.
- Nascimento de Florianinho.
- Aparição da verdadeira mãe do Beiçola

#### Protagonistas
- Marco Nanini
- Marieta Severo
- Guta Stresser
- Andréa Beltrão
- Lúcio Mauro Filho
- Pedro Cardoso

#### Coadjuvantes
- Marcos Oliveira
- Tonico Pereira
- Evandro Mesquita
- Natália Lage

#### Participações especiais
- Lara Córdula (Solteirinhos da Silva)
- Betty Faria (Sem vergonha é a mãe)
- Guida Vianna (Gaguejou, perdeu!)
- Marisa Orth (Será que ela é?)
- Laura Cardoso (Me engana que eu gosto)
- Giulio Lopes (A dama e o vagabundo)
- Lorena da Silva (Amar, verbo intrometido)
- Orã Figueiredo (Família palace hotel)
- Suzana Pires (Família palace hotel)
- Paulo Betti (Cem dias de solidão)
- Fábio Herford (Pai irado)
- Camila Amado (O indesejado)
- Rosi Campos (Só podia ser mulher)
- Júlio Andrade (Operação barata voa)
- Latino (Operação barata voa)
- Pedro Paulo Rangel (Operação barata voa)
- Emanuelle Araújo (A bonequinha do papai)
- João Miguel (A bonequinha do papai)
- Sérgio Mastropasqua (A bala perdida)
- Malu Galli (Distraídos pelo desejo)
- Dira Paes (Eles só pensam naquilo)
- Lorena da Silva (Quem matou Paulão da regulagem?)
- Marcelo Valle (Quem matou Paulão da regulagem?)
- Mário Hermeto (O Chá de Bebel)
- Kika Freire (Quem tem medo da índia Potira?)
- Marcelo Adnet (O pai do Júlio)
- Gisele Fróes (O pai do Júlio)
- Rafaela Amado (Apitaço)
- Carl Schumaker (Apitaço)
- Lafayette & Os Tremendões (O segredo)
- Isio Ghelman (O novo Silva)
- Paulo Hamilton (O novo Silva)

### 8.ª temporada (2008)
No episódio inicial, alguns personagens imaginam como seria o futuro do novo integrante da família Silva: Florianinho.
A dona Nenê, agora vovó, passa a mimar bastante o neto. Enquanto isso, Lineu, agora aposentado, passa a vigiar mais a família, principalmente Tuco. Mas o aposentado logo sente vontade de voltar a trabalhar e abre uma pet shop, direcionando a sua vida a sua formação acadêmica, atuando como veterinário, fazendo uma sociedade com Gina e empregando o seu filho na loja.
Beiçola, que sempre foi apaixonado por Nenê, tenta esquecê-la, saindo com dona Abigail. Tuco torna-se noivo de Gina. Marilda passa a enrolar Paulão e Mendonça, ficando com os dois ao mesmo tempo, acreditando que um complementa o outro, mas ela descobre que essa relação dava era mais problemas em sua vida.
A outra avó de Florianinho, e mãe de Agostinho, Selminha, aparece para visitar o neto e participa do concurso "vovó gatinha" para o desespero do filho.
A crise dos 30 (anos) chega no Tuco, que acredita não ter feito nada de bom na vida, fora o fato de ter medo de casar. Mesmo assim, alguns dias depois, Tuco acostuma-se com a ideia de ter sua própria família e conhece os pais ricos da Gina. A família desconfia de ser interesse do caçula dos Silva, no entanto ele prova ao contrário, continuando firme no namoro com Gina mesmo após um imprevisto na sua segunda tentativa de casamento com a amada (a primeira foi na 6ª temporada): o pai de Gina passa mal após entrar em falência.
No natal, Bebel e Nenê se desentendem porque enquanto a mãe quer reunir a família em sua tradicional ceia de natal, a filha quer fazer o 1° aniversário de Florianinho, cada uma em sua própria casa. Após brigas, as duas resolvem dividir as festas (aniversário e natal) em dois ambientes na casa de Lineu. 
Essa é a primeira temporada da série exibida em HD. A Temporada Teve Dois Formatos: Em HDTV (1080p) E SDTV (480p)

#### Temas principais da temporada
- Nenê e Lineu cuidando do netinho.
- Lineu e Tuco veterinários.
- Marilda entre Paulão e Mendonça.

#### Protagonistas
- Marco Nanini
- Marieta Severo
- Guta Stresser
- Andréa Beltrão
- Lúcio Mauro Filho
- Pedro Cardoso

#### Coadjuvantes
- Marcos Oliveira
- Tonico Pereira
- Evandro Mesquita
- Natália Lage

#### Participações especiais
- Gustavo Ottoni (Vovó Viu a Uva)
- Débora Lamm (Deixa a Vida Me Levar)
- Wandi Doratiotto (Deixa a Vida Me Levar)
- Suzana Pires (Deixa a Vida Me Levar)
- Aílton Graça (O Maníaco do Subúrbio)
- Karen Acioly (Um Dia de Cão)
- Ary França (Mãe Só Tinha Uma)
- Kika Kalache (Nascidos Para Vender)
- Murilo Elbas (O Bicho Tá Pegando)
- Antônio Fragoso (O Homem de Um Milhão de Reais)
- Roberto Freitas (Quem Não Chora, Não Mama)
- Betty Erthal (Uma Ração Para Viver)
- Daniel Warren (Uma Ração Para Viver)
- Betty Faria (Vovó Gatinha)
- Kiko Marques (Se Essa Casa Fosse Minha)
- Luciano Pullig (Besame Tuco)
- Bia Nunnes (De Veterinário e Louco, Todo Mundo Tem Um Pouco)
- Kiko Mascarenhas (A Estrela da Hora)
- Amir Haddad (A Maldição dos Carrara)
- Leona Cavalli (Era Uma Vez no Motel)
- Saulo Rodrigues (Era Uma Vez no Motel)
- Oberdan Júnior (Os Fofoqueiros)
- Otávio Müller (Trinta Anos Esta Noite)
- Juliana Alves (Babá Jerimum)
- Charles Fricks (Táxi, Etelvina e Videoteipe)
- João Miguel (A Grande Gentalha)
- Karen Coelho (A Grande Gentalha)
- Cadu Fávero (Floriano Superstar)
- Giulio Lopes (Adeus, Tuco)
- Angela Dippe (Adeus, Tuco)
- Carol Fazu (Casados x solteiros)
- Orã Figueiredo (Os Trapaceiros)
- Quitéria Chagas (Os Trapaceiros)
- Otto Jr. (Hoje a Festa é Sua)

### 9.ª temporada (2009)
A temporada começa com o casamento de Nenê e Lineu, tudo porque o casamento deles havia sido anulado, pois o padre que celebrou o casamento era casado. Com isso, Nenê fazia questão casar que nem na primeira vez.
Lineu volta a dividir o trabalho na repartição com o seu melhor amigo, apesar de folgado, Mendonça. Isso por causa da crise econômica de 2008.
Marilda, em mais uma de suas várias tentativas amorosas, começa a sair com um cara, mas falha ao julgá-lo: ele era metrossexual e não homossexual. Ela o achava muito "perfeito" para ser hétero.
Afundada em dívidas, Bebel aceita ser uma barriga de aluguel para um casal, amigos de Agostinho, criando polêmica na família Silva e ciúmes no marido.
Para fazer um documentário para participar de um festival, Tuco convida a família para participar, mas a confusão começa quando todos decidem dar opinião sobre o rumo do projeto, isso no episódio de número 300. Outro episódio comemorativo foi quando Nenê ganhou convites para ir ao show de seu ídolo: Roberto Carlos.
Agostinho descobre ter uma irmã. Nesse mesmo ano, Tuco decide tomar um rumo na vida e estuda para o vestibular, junto com a sua mãe, e passa, pois dona Nenê desistiu da vaga pelo filho.

#### Temas principais da temporada
- Lineu volta a ser fiscal.
- Namoro de Beiçola e Abigail.

#### Protagonistas
- Marco Nanini
- Marieta Severo
- Guta Stresser
- Andréa Beltrão
- Lúcio Mauro Filho
- Pedro Cardoso

#### Coadjuvantes
- Marcos Oliveira
- Tonico Pereira
- Evandro Mesquita
- Natália Lage

#### Participações especiais
- William Guimarães (Alguns episódios)
- Candido Damm (Alguns episódios)
- Antônio Karnewale (Vai Começar Tudo Outra Vez)
- Fabiana Gugli (Só Uma Injustiça Não Dói)
- Thelmo Fernandes (Só Uma Injustiça Não Dói)
- Daniel Boaventura (O Rótulo e a Garrafa)
- Ellen Rocche (O Rótulo e a Garrafa)
- Augusto Madeira (Fazemos Qualquer Negócio e O Inquilino)
- Lorena Da Silva (Fazemos Qualquer Negócio e O Inquilino)
- Isio Ghelman (A Noite dos Namorados)
- Cláudia Missura (A Noite dos Namorados)
- Hossen Minussi (A Mulher que Caiu na Boca do Povo)
- Roberto Carlos (O Rei e Eu)
- Alexandre Dacosta (A Marcha)
- Chico Díaz (Mãe, Avó e Viciada)
- Eliana Fonseca (A Falecida)
- Gregório Duvivier (A Noite da Jovem Guarda)
- Fabiula Nascimento (Uma Vez Carrara, Carrara Até Morrer! e A Irmã Mais Esperta de Agostinho Carrara)
- Murilo Grossi (O Cara)
- Julio Levy (O Poderoso Chefinho)
- Bruno Garcia (Se o Meu Terapeuta Falasse)
- Bruce Gomlevsky (Se o Meu Terapeuta Falasse)
- Michel Bercovitch (Se o Meu Terapeuta Falasse)
- Ana Kutner (Se o Meu Terapeuta Falasse)
- Cláudia Borioni (Jantar da Fortuna)
- Rosanne Mulholland (Demorô, Já é!)
- Antonio Calloni (O Grande Rolo)
- Paulo Carvalho (O Grande Rolo)
- Marco Antônio Pâmio (Direito de Sofrer)
- Ricardo Pavão (Nem Tuco Está Perdido)
- Marcos Cesana (Nem Tuco Está Perdido)

### 10.ª temporada (2010)
Marilda sai em viagem, mas acaba não voltando por uma nova paixão. Ela deixa o salão no nome da amiga, Nenê, que passa a ser a proprietária.
Com a saída da "chefa", Bebel passa a ter uma vida de dona de casa, fazendo alguns bicos para ajudar nas contas do fim do mês. Agostinho quer ser deputado estadual, e convida Paulão para ser o seu assessor.
Vendo a falta de experiência do genro, Lineu tenta ajudar Agostinho, mas acaba criando o bordão: "tá tudo errado!" No final, Agostinho perde as eleições, recebendo apenas dois votos.
Nenê recebe a visita de sua prima Glorinha, que descobre ser casada com um homem corrupto, pedindo abrigo na casa dos Silva. Quem também pede abrigo é Júnior, filho da dona Abigail. O rapaz assume a homossexualidade após anos de casado, o que faz a sua mãe rejeitá-lo de imediato, porém, dias depois,a mãe o aceita.
Tuco entra na faculdade, mas continua o mesmo irresponsável, tendo inclusive ajudas do pai nos estudos. Gina suspeita estar grávida de Tuco, que fica empolgado com a notícia, mas descobre-se que era alarme falso.
Dona Abigail resolve casar com Beiçola após descobrir uma fortuna que ele ganhará da mãe, mas acaba sendo desmascarada quando a veem aos amassos com Paulão. Mesmo assim, Beiçola a perdooa.
Prestes a ter a primeira viagem internacional da família, Nenê mente na hora de tirar o passaporte e acaba não conseguindo o visto, o que adia os planos da família.

#### Temas principais da temporada
- Candidatura de Agostinho a deputado.

#### Protagonistas
- Marco Nanini
- Marieta Severo
- Lúcio Mauro Filho
- Guta Stresser
- Pedro Cardoso

#### Coadjuvantes
- Marcos Oliveira
- Tonico Pereira
- Evandro Mesquita

- Natália Lage

#### Participações especiais
- Virginia Cavendish (Desejo & Repartição)
- Diogo Vilela (O Assalto)
- Cláudia Raia (Não Fuja da Raia)
- Yachmin Gazal (Não Fuja da Raia)
- Érico Brás (O Diarista)
- Renata Sorrah (O Eleito)
- Wagner Santisteban (O Passado Bate a sua Carteira)
- Suzana Pires (A Copa dos Namorados)
- Álamo Facó (Mamãe Não Pode Saber e Será que Ele Era?) Como: Júnior Filho de Dona Abgail
- Priscila Assum (Será que Ele Era?)
- Beth Lamas (Os Caretas)
- Viétia Zangrandi (Os Caretas)
- Bianca Byington (As Malas da Prima Glorinha e Deu, Tá Dado!)
- Claudio Jaborandy (A Máfia do Vinagrete)
- Fabiana Gugli (Olhando Ninguém Diz)
- Charles Fricks (Não Vote em Mim)
- Letícia Isnard (As Fiscais do Mendonça)
- Luis Miranda (O Dito pelo Maldito)
- Gillray Coutinho (O Dito pelo Maldito)
- Nina Morena (O Rei da Festa)
- Oberdan Júnior (O Rei da Festa)

### 11.ª temporada (2011)
A temporada começa com a posse de Nenê como presidente da associação de moradores do bairro. Esse fato cria os dois maiores conflitos para a Nenê: as comparações com o presidente anterior, o seu marido Lineu e a falta de mão firme na hora de negociar contra a construção de um viaduto, que acabaria com as casas dos moradores.
Bebel manda uma carta para o programa do Luciano Huck conseguir renovar o táxi de Agostinho. Agostinho, junto com Paulão, transforma a oficina do mecânico em uma frota de táxi, com o nome Carraras Táxi ou Táxi Carrara porque ele não consegue decidir.
Após discutir com a família por ter largado a faculdade, Tuco vai morar com a namorada Gina, mas mesmo assim se desentende com ela e pede abrigo para a irmã. Passando por um processo de amadurecimento, ele aceita trabalhar com o cunhado na frota de táxis.
Prosperando na frota, Agostinho passa a encher a vaidade de Bebel: paga uma prótese de silicone. O casal Carrara também decide fazer sua primeira viagem internacional, que empolga a toda família, para o desespero de Bebel que esperava ir sozinha com o marido e ter sua segunda lua de mel. Porém Lineu se machuca, adia o sonho de Nenê de ir para a Argentina e realiza o sonho da filha, que vai com o marido sem os pais. Esse é o início da ascensão do casal.
Nenê passa a cantar nas horas vagas. O irmão gêmeo de Paulão, Fábio, aparece e convida o irmão para o seu casamento gay.
Após anos, Lineu reencontra a sua mãe, Glória. Mesmo renegando sua mãe, por tê-lo abandonado na infância, Lineu a perdoa e resolve recomeçar sua relação com ela.
Agostinho começa a ter problemas financeiros com a frota de táxi, o que o obriga a vender sua pequena empresa. Trabalhando para o homem que comprou os seus carros, Agostinho descobre as falcatruas de seu chefe, que pagou para não destruírem sua empresa, mas sim o bairro onde mora a família Silva. Com isso, a luta de Nenê, que chegou a fazer greve de fome para não acabarem com as casas do bairro, chega ao fim.

#### Temas principais da temporada
- Frota de táxis de Agostinho com Tuco como funcionário e Paulão de sócio e mecânico da empresa.
- Nenê presidindo a associação de moradores do Paivense.
- Anúncio de um viaduto no bairro da família Silva.
- Mãe de Lineu, Glória, conhecendo e convivendo com seus parentes, a família Silva.

#### Protagonistas
- Marco Nanini
- Marieta Severo
- Lúcio Mauro Filho
- Guta Stresser
- Pedro Cardoso

#### Coadjuvantes
- Marcos Oliveira
- Tonico Pereira
- Evandro Mesquita
- Laura Cardoso
- Natália Lage
- Luís Miranda

#### Participações especiais
- William Guimarães (Alguns episódios)
- Susana Ribeiro (Alguns episódios)
- Miguel Arraes (Alguns episódios)
- Otávio Augusto (Alguns episódios)
- Drica Moraes (Aqui se Faz, Aqui se Paga)
- Luciano Huck (Lata Velha é que Faz Corrida Boa)
- Fabiana Gugli (Tem Que Malhar!)
- Arthur Kohl (Bebel Vai à Luta)
- Hossen Minussi (Deus Lhe Pague)
- Ney Latorraca (Os Diferenciados)
- Maria Padilha (Os Diferenciados)
- Giulia Gam (A República do Salto Alto)
- Beto Bruno (A República do Salto Alto)
- Nina Morena (A Noite Perfeita e Adoráveis Sedutoras)
- Jerry Adriani (A Dona da Voz)
- Flávia Guedes (Nesta Data Querida!)
- Saulo Arcoverde (Nesta Data Querida!)
- Luciana Fregolente (A Viagem)
- Camila Pitanga (O Amor Custa Caro)
- Rui Resende (Vide Bula)
- Vanessa Pascale (Um Conto Africano)
- Enrique Diaz (O Natal da Grande Faminta)

### 12.ª temporada (2012)
Após sofrer um atropelamento e ficar em coma, Lineu acorda quatro anos depois e se depara com transformações em sua família.
Florianinho já tem 12 anos e mistura a malandragem do pai com a personalidade mimada da mãe. Bebel e Agostinho são os novos ricos da rua. Ela, uma perua fútil e ele, dono de uma frota de três táxis que conta com três motoristas, um para cada táxi: Tuco, Paulão da Regulagem e Pajé Murici (Luís Miranda), um vidente charlatão.
Tuco termina com Gina e, além de ser taxista nas horas vagas, torna-se um comediante, fazendo um personagem homossexual na televisão: Serginho.
Mendonça vai pra prisão após ser acusado de corrupção na repartição, mas é ajudado por Lineu, que descobre o esquema e o verdadeiro culpado.
Outra relação que termina é a de dona Abigail com Beiçola, mas sem explicações muito claras. Entretanto um novo relacionamento começa: Paulão, após muita insistência, conquista o coração de Daniele da padaria (Nina Morena), a piriguete da rua, que fica grávida. No entanto ela não sabe de quem está grávida, se do mecânico ou do irmão gêmeo dele, Fábio, porque os dois trocaram de lugar em uma oportunidade.
A família ainda conta com a espevitada e divorciada de três maridos Kelly (Katiuscia Canoro), que dividia em sociedade uma loja de roupas com Nenê, tornando-se chefe e amiga da dona-de-casa, que foi trabalhar para se sustentar após o acidente do marido. Kelly serviria como uma espécie de substituta á personagem Marilda, possuindo características semelhantes, mas a tentativa não vingou e Kelly sumiu. Quem assumiu o lugar no negócio de roupas foi Everaldo Júnior (Fábio Porchat), homossexual declarado, filho de um amigo de juventude de Lineu.
Lineu passa a ter um rival: Doutor Romero (Juca de Oliveira), que investiu em Nenê após tanto tempo na luta para salvar Lineu. O casal Silva renova o amor em uma viagem à Argentina após alguns ataques de ciúme de Lineu.
Nesse ano Agostinho resolve mais uma vez entrar na política, desta vez como vereador, e recebe apoio de Fontes (Luiz Fernando Guimarães), que logo revela-se um estelionatário. Pela confusão de desvio de dinheiro do empresário Fontes, Agostinho acabou sendo preso. Lineu e família, o ajudam após o taxista ter confessado o crime na CPI. Mas Agostinho foi solto por decisão da juíza Noêmia (Regina Duarte).

#### Temas principais
- Lineu acorda do coma depois de 4 anos.
- Dr. Romero, o médico de Lineu, apaixonado por Nenê.
- Bebel e Agostinho em ascensão financeira com o filho Florianinho crescido.
- Tuco, agora ator, trabalhando em um programa de humor como o gay Serginho.
- Nenê trabalhando para Kelly em uma loja de roupas do bairro.
- Um grande incêndio destrói o Clube Paivense e Agostinho e Lineu disputam a presidência da Associação de Moradores.
- Agostinho se candidatando a vereador e sendo preso depois de se envolver com o criminoso empresário Fontes.
- Lineu e Nenê tentando pagar a casa hipotecada.
- Sociedade de Nenê e Júnior em uma loja de roupas.
- Namoro de Daniele e Paulão.

#### Elenco
Principal
- Marco Nanini
- Marieta Severo
- Lúcio Mauro Filho
- Guta Stresser
- Pedro Cardoso

Secundário
- Marcos Oliveira
- Tonico Pereira
- Evandro Mesquita

Participações
- Vinícius Moreno
- Luís Miranda
- Nina Morena

Participações especiais
- Katiuscia Canoro (alguns episódios)
- Juca de Oliveira (alguns episódios)
- Luiz Fernando Guimarães (alguns episódios)
- Fábio Porchat (alguns episódios)
- William Guimarães (alguns episódios)
- Cintia Rosa (O Último Tango em Buenos Aires)
- Rita Elmôr (A Mão que Balança o Peito)
- Fúlvio Stefanini (O Infiltrado)
- Gillray Coutinho (O Infiltrado)
- Xuxa Lopes (Ligações Perigosas)
- Thiaguinho (O Dono da Casa)
- Edson Celulari (A Rosa Púrpura do Bairro)
- Daniel Boaventura (A Rosa Púrpura do Bairro)
- Drica Moraes (A Rosa Púrpura do Bairro)
- Louise Cardoso (A Rosa Púrpura do Bairro)
- Berta Loran (Quero Ser Lineu Silva)
- Fernanda Souza (Essa Noite Comprarei a Tua Alma)
- Cecília Homem de Mello (Essa Noite Comprarei a Tua Alma)
- Wandi Doratiotto (Essa Noite Comprarei a Tua Alma)
- Ingrid Guimarães (O Pai do Serginho)
- Vitor Belfort (A Casa Caiu)
- Gregório Duvivier (Avenida Saraiva)
- Diogo Vilela (Avenida Saraiva)
- Hossen Minussi (E Aí Curtiu?)
- Rosana Garcia (Educação Sexual)
- Flávia Rubim (Feitiço na Rua)
- Maria Flor (Os Bons Selvagens)
- Serjão Loroza (A Honra dos Silva e Eu Sou Carrara, Floriano Carrara)
- Ary França (A Honra dos Silva)
- Diogo Vilela (Eu Sou Carrara, Floriano Carrara)
- Regina Duarte (Só Lineu Salva)

| N.º   | Data de exibição | Título                               | Sinopse |
| 12.1  | 5 de abril       | Enquanto Lineu Dormia                | Lineu e Nenê estão a postos para viajar a Buenos Aires, mas o sonho é interrompido quando o marido é atropelado por um carro ao salvar Floriano. Quatro anos depois, acordando do coma, é apresentado por seus familiares às mudanças e ao novo estilo de vida de cada um. Porém, ao saber que Romero (Juca de Oliveira), médico responsável por sua situação, está interessado em sua esposa, planejando até realizar a viagem internacional com ela, passa mal e volta ao hospital, não querendo mais voltar para casa por se sentir traído. |
| 12.2  | 12 de abril      | O Último Tango em Buenos Aires       | Lineu sai do hospital e decide recomeçar a vida ao lado de Nenê de onde parou antes de entrar em coma, partindo com a esposa para Buenos Aires, mas surgem problemas entre os dois durante a viagem. Agostinho aproveita a casa e a garagem do sogro para fazer uma festa com os vizinhos. |
| 12.3  | 19 de abril      | A Escolha de Nenê                    | Nenê agora trabalha confeccionando roupas para a loja de sua nova amiga Kelly (Katiuscia Canoro). Agostinho descobre que as roupas que Bebel comprou causaram uma dívida em seu cartão de crédito, e a esposa realiza um bazar para conseguir pagar o prejuízo. Lineu descobre que, pelo trauma do atropelamento, seu genro parou de soltar pipa, além de proibir Floriano de fazê-lo, e tenta ajudar seu neto a participar do campeonato de pipas da rua ensinando para ele como se cria e manuseia uma. |
| 12.4  | 26 de abril      | A Mão que Balança o Peito            | Lineu se desentende com Kelly na fila de um supermercado, sem saber que ela é a nova amiga e colega de trabalho de Nenê, que quer aproveitar a noite de karaokê do Paivense para fazer com que os dois se conhecessem melhor. Paulão namora com uma mulher que conheceu quando a mesma tentava consertar seu táxi na rua, mas é percebido que a moça se parece bastante com Agostinho, desde o jeito de falar até o de se vestir. |
| 12.5  | 3 de maio        | O Infiltrado                         | Mendonça foge da prisão e se abriga na casa da família Silva, contando a Lineu que, durante o período em que ficou em coma, a repartição foi tomada por um esquema de corrupção comandado por Silas (Fúlvio Stefanini), na qual afirma não ter participado e ter sido preso no lugar dos verdadeiros culpados, cabendo ao seu colega de trabalho a desmascarar a desonestidade dos funcionários da vigilância sanitária. Agostinho e Bebel percebem que Floriano (Vinícius Moreno) não se dedica aos estudos por influência do pai, e o taxista leva o filho à oficina da Carrara Táxis Carrara para tenta mostrar a ele que é preciso ser responsável. |
| 12.6  | 10 de maio       | Os Fantasmas                         | Agostinho sonha com seu pai Oduvaldo, e consulta Pajé Murici para saber o que ele pensa sobre as conquistas do filho no "além". Lineu descobre que Nenê e Romero se encontravam no mesmo restaurante enquanto esteve em coma, e tenta achar em casa mais pistas sobre a possível relação entre os dois, encontrando cartas que Pajé diz ter criptografado do patriarca da família para a esposa. |
| 12.7  | 17 de maio       | Obrigado Por Me Traíres              | Lineu se irrita com as festas com churrasco que Agostinho promove toda semana na área de lazer, e traça um limite entre as duas casas, criando uma confusão com o taxista. Paulão tenta se aproximar mais de Daniele da Padaria, mas só "consegue" com a ajuda de seu irmão Fábio, que em uma ocasião se passa pelo mecânico, indo contra sua orientação. |
| 12.8  | 24 de maio       | Mentir e Fumar é Só Começar          | Bebel reclama da educação que Floriano vem recebendo de Agostinho, e o taxista aposta com a esposa que o filho pode ser mais obediente e estudioso em seu comando, mas faz isso comprando o garoto. Ao descobrir a façanha, Lineu tenta orientar o neto, que o considera um "invasor" em sua casa. Desde que o marido sofreu o acidente, Nenê não consegue controlar o vício do fumo, e sobra a Tuco assumir a culpa após o pai encontrar uma caixa de cigarro no banheiro. |
| 12.9  | 31 de maio       | Ligações Perigosas                   | Nenê e Lineu tem motivos de sobra para desconfianças no relacionamento. Nenê marca um encontro escondido com Dr. Romero em comemoração ao aniversário do médico e o fiscal vai para um bar com os amigos da repartição, sem dizer para a esposa que no grupo está Lurdinha (Xuxa Lopes), ex-namorada dele e nova funcionária. |
| 12.10 | 7 de junho       | O Pastel de Ouro                     | A Pastelaria do Beiçola está prestes a completar 50 anos, mas o pasteleiro teme fechar as portas devido ao baixo retorno financeiro, e Agostinho encontra como solução promover uma festa no estabelecimento. Mendonça avisa a Lineu que falta apenas uma multa para completar as 5 mil assinadas pelo fiscal, e no dia da comemoração tenta, de qualquer jeito, encontrar alguma irregularidade na pastelaria para alcançar a marca. |
| 12.11 | 14 de junho      | O Dono da Casa                       | Para conseguir pagar a hipoteca da casa, Lineu aluga um dos quartos, e Nenê, com receio de um desconhecido aceitar a oferta, escolhe Pajé Murici para ser o seu cliente, que se apropria do espaço oferecido. Tuco se irrita com a rotina de gravações para a televisão, e desiste de gravar esquetes do personagem Serginho, mas se arrepende e, esperançoso, aguarda a ligação da emissora para voltar recebendo um aumento. Agostinho pensa que Floriano está muito "grudado" em Bebel, não deixando o pai ter seus momentos com a esposa, e por um descuido, deixa o filho ouvir a declaração. Para se redimir, vai a um show de Thiaguinho com Paulão para tentar pegar a palheta do cantor e dá-la de presente ao garoto. |
| 12.12 | 21 de junho      | A Rosa Púrpura do Bairro             | Agostinho atropela sem querer Daniele da Padaria, e para não ser processado, a leva para casa para prestar assistência, mas na mesma hora Bebel chega do cinema encontrando os dois na sala, e começa a achar que o taxista não a ama mais. Ao assistir ao filme do Capitão Will, imagina como seria ter uma relação com o personagem. No restaurante, Lineu e Nenê conhecem Armando (Edson Celulari) e Sílvia (Drica Moraes), amantes que comemoram dez anos de relação. Os dois casais combinam de participar de um jantar na casa da família Silva, mas de surpresa, Armando aparece com a verdadeira esposa Marlene (Louise Cardoso). |
| 12.13 | 28 de junho      | Quero Ser Lineu Silva                | Mendonça descobre que sua mãe Dona Vilma (Berta Loran) vem visitá-lo. Apavorado com as críticas da matriarca sobre seu estilo de vida, pede para trocar de lugar com Lineu, na intenção de impressionar a mãe. Mesmo contrariado, o patriarca da família aceita abandonar momentaneamente o posto de pai para fingir ser solteiro. |
| 12.14 | 5 de julho       | Crueldade é Apelido                  | Kelly percebe que Beiçola aproveita as sobras de seus pastéis para dá-los de graça aos clientes, e põe nele o apelido "Beiçobra", espantando a freguesia da pastelaria. Para tentar ajudá-lo, Lineu, que foi o responsável por colocar o apelido original, o contrata para ser seu advogado no caso dos pontos transferidos para sua carteira de motorista enquanto esteve em coma. Floriano recebe uma advertência da diretora da escola por apelidar seu filho de "zoiudo", e Agostinho, com medo do garoto ser expulso, sugere que os dois tentem se conciliar jogando um partida de videogame na casa do casal, mas o taxista, ao mostrar como se joga futebol de verdade, machuca o visitante, e o compra pra não contar o que aconteceu a sua mãe. |
| 12.15 | 12 de julho      | Risque Meu Nome do Seu Caderno       | Agostinho pensa que Tuco será entrevistado por uma equipe de TV na oficina da Carrara Táxis Carrara, mas em troca de um ano de pastéis grátis, o cunhado grava a entrevista na Pastelaria do Beiçola, e o taxista, já irritado, percebe que ele não o agradece pela ajuda que deu o empregando na empresa, causando indisposição entre os dois. Lineu descobre que, desde seu coma, Nenê convida Kelly para tomar café da manhã em sua casa diariamente, e enciumado, pede ajuda a Mendonça. |
| 12.16 | 19 de julho      | Nunca Antes Na História Desse Bairro | Um incêndio criminoso ocorre no Paivense, e como presidente do clube, Agostinho é responsabilizado pelos danos, levando a comunidade a decidir que Lineu deve ser o assumir o cargo. Porém, Fontes (Luiz Fernando Guimarães) encontra seu genro, que lhe promete oferecer dinheiro em troca da construção de um prédio residencial no lugar do clube, fazendo com que os moradores mudem de ideia. Além disso, o empresário que propõe também que o taxista se torne candidato a vereador. Floriano está viciado em um joguinho eletrônico, e descobre que Nenê comprou um novo para dá-lo no Natal. A avó cede ao pedido do neto, passando por cima de Bebel, que tenta fazer com que o filho se dedique aos estudos. |
| 12.17 | 26 de julho      | Essa Noite Comprarei a Tua Alma      | Tuco e seus pais assistem a um programa do Macedão, personagem com características semelhantes do Serginho interpretado por Bia (Fernanda Souza), uma ex-namorada sua. Assim, Lineu e Nenê tiram satisfação com os pais da moça (Cecília Homem de Mello e Wandi Doratiotto), enquanto seu filho tenta se reconciliar com a mesma. Para criar uma boa relação entre as duas famílias, é proposto um jantar na casa dos Silva, mas os programas dos dois personagens no mesmo horário causam um novo conflito. Bêbado em uma festa, Agostinho convida Fontes para jantar em sua casa e tratar sobre sua campanha como candidato a vereador, e junto a Bebel, Paulão e Pajé cuidam dos detalhes para que tudo saia bem, mas uma apresentação de sua esposa chama a atenção do empresário, gerando um desconforto na casa e comprometendo a ajuda que seria dada.                                                                           |
| 12.18 | 2 de agosto      | O Pai do Serginho                    | Tuco está preparado para dar uma entrevista à equipe de Lili Peçanha (Ingrid Guimarães), mas para conseguir o feito e ganhar audiência, a repórter combina com ele que, depois do coma, Lineu está brigado com o filho, o que acaba acontecendo de verdade após o patriarca da família saber da farsa. Como estão sem dinheiro para pagar a hipoteca da casa, é proposto que seja mostrado, em rede nacional, o pedido de perdão entre pai e filho para ganhar um bom dinheiro. Cursando aulas de pintura, Bebel pinta um quadro de Agostinho, e para mostrar que gostou da obra, ele tem que colocá-lo na oficina da Carrara Táxi. Porém o taxista combina com Paulão e Pajé um falso roubo à pintura para enganar a esposa. |
| 12.19 | 09 de agosto     | Ou vai ou racha                      | Depois de atrasar o pagamento da hipoteca do imóvel, a família Silva percebe que pode receber uma carta de despejo a qualquer instante. Uma oportunidade de sair do vermelho, porém, chega antes da notificação do banco: Nenê é sorteada para participar de um quiz sobre novelas e concorrer a um prêmio que salvaria a residência dos Silva. Agora, o futuro do clã está nas mãos da matriarca. |
| 12.20 | 16 de agosto     | A casa caiu                          | Endividados, Lineu e Nenê perdem a casa em leilão e se refugiam na casa dos Carrara. Durante a campanha "Salve os Silva" na pastelaria do Beiçola, Nenê sofre um mal-estar por excesso de medicação, sendo amparada por Lineu e Beiçola. Ao atravessarem a rua, Lineu é atropelado ao salvar Nenê de um carro em alta velocidade. |
| 12.21 | 23 de agosto     | Hoje tem arrastão                    | Um misterioso complô toma conta do bairro quando uma onda de insegurança gerada por pequenos furtos assoberba a pacata vizinhança. Mas ninguém imagina que tudo não passa de um esquema encabeçado por Fontes a fim de, indiretamente, convencer os moradores da redondeza a comprar um serviço particular de segurança. No plano para amedrontar os vizinhos, o empresário convoca o antigo e secreto parceiro de tramoias Pajé Murici e contrata alguns jovens para o papel de baderneiros. |
| 12.22 | 30 de agosto     | Avenida Saraiva                      | Ao passar o final de semana na casa de Lineu imerso no ambiente virtual dos jogos, Florianinho deixa o avô frustrado com a falta de contato com a natureza no cotidiano do neto. Por isso, o patriarca e ex-escoteiro decide levar a família para um acampamento. |
| 12.23 | 06 de setembro   | O enjeitado                          | Agostinho e Bebel divergem sobre a educação de Florianinho, que fica na berlinda dos impasses do casal. Já cansado de ver os desentendimentos entre os pais, o menino busca refúgio em um lar aparentemente acolhedor e cheio de regalias: a casa dos avós. Ele só não esperava ter que lidar com as neuroses de higiene de Lineu e as exigências de Nenê por uma alimentação saudável, como se ele fosse filho deles. |
| 12.24 | 13 de setembro   | Amigos, amigos, negócios à parte     | O sonho que Nenê tem de tocar o próprio negócio no ramo da moda parece cada vez mais distante. Depois de erguer uma loja na vizinhança chamada "By Nenê Blue", a modista se pega com uma dívida que ultrapassa seus recursos financeiros. Para não ter que vender o ponto, ela e Lineu vão atrás de potenciais investidores. Dessa busca, uma sociedade inusitada será formada para comandar o espaço. Após descobrir que um amigo de infância virou um bem-sucedido empresário, conhecido como o "Rei do 1,99", Lineu vislumbra uma possível parceria para a esposa. O fiscal, então, o chama para uma reunião de negócios. Mas quem comparece ao compromisso é seu filho, Everaldo Júnior (Fábio Porchat). O rapaz, que carrega o codinome de "Príncipe do 1,99", chega cheio de disposição e iniciativa. |
| 12.25 | 20 de setembro   | E aí, curtiu?                        | Everaldo Júnior finge ser uma garota na internet e começa um romance com Paulão. Quando Nenê descobre o "affair" entre os dois, faz o "Príncipe do 1,99" terminar com Paulão. Enquanto isso, Mendonça, se empolga nas redes sociais e promete se vestir de baiana quando alcançar sua meta de seguidores desejada. E, para isso, ele publica cada passo do dia a dia da vida de Lineu. |
| 12.26 | 27 de setembro   | Educação sexual                      | O desgaste de tantos anos de casamento e a preocupação com os problemas financeiros passam a assombrar a relação conjugal de Lineu e Nenê. Apreensivo por sua relação com a esposa não ser mais a mesma, o fiscal pede conselhos sentimentais a Mendonça e Paulão e até recorre a um ritual do Pajé Murici a fim de espantar as energias negativas. O desempenho amoroso dos Silva será motivo até de aposta na repartição pública da Vigilância Sanitária. |
| 12.27 | 04 de outubro    | Gentileza gera gentileza             | A chegada do Tenente Rômulo (Márcio Garcia) não vai trazer tanta paz assim aos moradores da região, pois ele deixa as mulheres sem fôlego com o jeito prestativo e o porte robusto. Quem vai ter motivo de sobra para se sentir intimidado pelo novo galã do pedaço é Agostinho, Lineu e Paulão. Isso porque Bebel passou a chamar por Rômulo na calada da noite, Nenê não esconde a empolgação por ele e Daniele começou a sussurrar o nome do tenente durante as noites românticas com o mecânico. |
| 12.28 | 11 de outubro    | O candidato que não para             | Uma série de denúncias colocam em suspeita o caráter de Fontes e de seus apadrinhados, entre eles, Agostinho. O milionário é acusado pela ex-mulher de cometer diversos atos ilícitos, o que coloca em xeque a legitimidade dos investimentos às campanhas que ele apoia. Apesar disso, Agostinho releva os escândalos revelados pela mídia, acredita na inocência de Fontes e o acolhe em casa como um hóspede cinco estrelas, para desconforto de Bebel e Florianinho. A parceria, porém, vai lhe custar mais caro do que imaginava. |
| 12.29 | 18 de outubro    | Promessa é dívida                    | Após liderar muitos comícios, fazer várias campanhas políticas e enfrentar alguns percalços, Agostinho é o novo representante do bairro na Câmara dos Vereadores. Para ganhar a eleição, valeu todo tipo de apelo, até aos santos. O taxista fez a promessa de que em qualquer circunstância respeitaria Lineu, que fez panfletagem contra ele devido sua proximidade com o duvidoso Fontes, caso fosse eleito. Depois que o fiscal descobre o juramento do genro, vizinho e agora político, tentará transformá-lo em uma pessoa cada vez melhor. |
| 12.30 | 25 de outubro    | Feitiço na rua                       | O luar em formato de pizza, um fenômeno raro que acontece de tempos em tempos, surge após décadas desde sua última aparição, mas não basta para garantir uma noite romântica a dois. Na época de namoro, Lineu sonhava em montar numa moto com Nenê e ir rumo ao sul da Bahia para apreciar a aparição dessa mesma lua. Os planos não deram certo, porém, agora, ele tem uma nova chance de fazer o tal trajeto. Com o mesmo espírito audacioso, o fiscal compra uma lambreta de segunda mão e surpreende a esposa com a recordação do plano juvenil, desta vez adaptado para uma viagem ao interior do Rio de Janeiro. Apesar do receio de Nenê, Lineu está decidido a chegar ao destino, que, a cada engasgo da moto, parece novamente distante de ser alcançado. |
| 12.31 | 01 de novembro   | Toma que o filho é nosso             | Por causa da agenda cheia, o vereador não tem tempo para se dedicar à esposa e a perua fica à beira de ter um ataque de nervos. Quem percebe que Bebel não está bem é Florianinho. Atento aos enjoos e momentos sensíveis pelos quais a mãe passa, o menino deduz que são sintomas de gravidez e adianta a novidade ao pai. Para garantir o posto de filho preferido do casal, Florianinho começa a agir como uma criança perfeita: em dia com os estudos e ajudando nas tarefas domésticas. Já Agostinho, diante da boa nova do segundo herdeiro, promete priorizar a família e é só mimos com a esposa. Frente às juras que desejava ouvir do marido, Bebel confirma a gravidez, apesar de saber que a notícia é falsa e que a cegonha está longe da família. |
| 12.32 | 08 de novembro   | Tal pai, tal filho E tal filha...    | Uma adolescente chega para abalar as estruturas. Sofia (Fabiana Motta) chega colocando o pé na porta com seu jeito agressivo atrás de seu pai. O que ninguém esperava é que esse pai fosse Júnior. Ele tenta fugir de todas as maneiras dessa garota que não tem nada a ver com ele, mas Nenê e Lineu acabam fazendo o meio de campo para aproximar os dois. E a menina não quer só reconhecimento não: o plano dela é mudar de mala e cuia. |
| 12.33 | 15 de novembro   | O desaniversário do Lineu            | O primeiro aniversário de Lineu após o coma de quatro anos está chegando e ele fica ansioso para comemorar a data junto dos parentes e amigos. Mas o inferno astral parece persegui-lo até o dia tão esperado. O café da manhã de sempre e a pressa de Nenê denunciam que a esposa não lembrou da data comemorativa. |
| 12.34 | 22 de novembro   | Os bons selvagens                    | Escalada para viver uma moça do subúrbio carioca em uma nova novela, a atriz Juliana Rebouças (Maria Flor) decide fazer um laboratório da personagem no bairro onde o colega de emissora, Tuco, mora. Ela se hospeda na casa da família Silva e deixa os moradores da redondeza deslumbrados com sua presença. A fim de parecerem tradicionais suburbanos e ganharem visibilidade com o futuro sucesso do folhetim, os vizinhos até inventam costumes que nunca fizeram parte da rotina, como a feijoada de Nenê e o samba na pastelaria do Beiçola. |
| 12.35 | 29 de novembro   | Menino de ouro                       | A credibilidade de Agostinho parece estar por um triz. As investigações do julgamento de Fontes indicam que todo dinheiro aplicado por ele em campanhas políticas pode ter sido obtido de forma ilegal. Diante das evidências, o vereador apadrinhado Agostinho é logo convocado a depor no tribunal. E, apesar do relacionamento com Fontes não ser segredo, o taxista foge do instinto de contar toda a verdade sobre o caso. Na tentativa de se livrar de uma condenação e evitar uma retaliação popular - mas sem conseguir escapar do peso de sua própria consciência - ele resolve que declarará nem mesmo conhecer Fontes. A repercussão do caso tem sido tão negativa que o sócio Paulão se antecipa e muda o nome da companhia de táxi com Agostinho para "Wilson Táxis Wilson". O título, em menção ao sobrenome do mecânico, é uma tentativa de desvincular a empresa antes chamada de "Carrara Táxis Carrara" do escândalo. |
| 12.36 | 06 de dezembro   | A Honra Dos Silva                    | Agostinho é condenado à prisão depois de confessar ter recebido dinheiro do empresário corrupto Fontes para sua campanha política. Coisa Ruim (Sérgio Loroza) é um colega de reclusão de Agostinho que o intimida. |
| 12.37 | 13 de dezembro   | Eu sou Carrara, Floriano Carrara!    | Floriano está prestes a completar 13 anos de idade, mas a prisão de Agostinho desanima bastante o garoto. O taxista tenta se adaptar à rotina de presidiário, e conta com Remela, amigo de longas datas, para não sofrer agressões dos colegas de cela, que pretendem fugir do local com sua ajuda. Para salvar a Carrara Táxi da falência, Bebel vende todos os seus acessórios de grife, e passa também a administrar a empresa. Nenê recebe um convite de Júnior para ser sua companhia em uma semana de moda em Paris, mas recusa devido à situação da família, e aproveita o dinheiro emprestado pelo amigo para fazer uma festa de aniversário antecipada para animar seu neto. |
| 12.38 | 20 de dezembro   | Só Lineu salva                       | A família de Agostinho está decidida a convidar a juiza Noêmia (Regina Duarte) para o natal acreditando que o espírito natalino e a imagem dele como pai de família amoroso possam comover a jurista a determinar uma sentença favorável, e começam uma perseguição à Noêmia. |

### 13.ª temporada (2013)
Lineu e Nenê fazem um testamento em vida, colocando a casa onde moram no nome dos filhos: Bebel e Tuco. Entretanto, Tuco vende a sua parte para a irmã. Saindo da prisão, Agostinho se depara com as novidades. Sendo dono da casa, junto com Bebel, o taxista decide morar novamente com os sogros, pois assim não precisa pagar aluguel para Beiçola. Outra novidade para o taxista é a esposa que deixou o jeito "perua" de lado, e enquanto o marido estava na prisão, ela começou a administrar a frota de táxis. Agostinho passa a desconfiar da aproximação de seu amigo Paulão com a esposa, mas descobre que os dois são apenas parceiros de trabalho. Lineu também desconfia de Nenê que fingia-se de rica, escondido, para elevar o status da loja dela e do seu sócio, Júnior.
Tuco não consegue fazer sucesso com Hamlet, em sua primeira tentativa de tornar-se um ator sério.
Enquanto Agostinho estava preso, Florianinho vê em Paulão um exemplo. O taxista fica com ciúmes, tenta reverter a situação e consegue ser novamente o ídolo do filho.
Lineu começa a passar pela crise da meia idade e decide quebrar a monotonia da vida fazendo um barco para, junto com a esposa, viajar em alto mar por um tempo. Para se dedicar ao projeto, o patriarca resolve dar início ao processo de aposentadoria, no entanto, Mendonça vai fazer de tudo para impedir que isso aconteça.
Tuco faz um filme com Thiago Lacerda (uma adaptação de O Beijo no Asfalto, de Nelson Rodrigues), e os dois se beijam no final.
Nascem as filhas de Daniele da padaria e Paulão.
Agostinho e Bebel entram em crise por divergências no trabalho e pelo machismo do taxista.
Tuco ganha papel em novela vestindo-se de mulher e enganando a todos com o nome de Betty Dávila.
Lurdinha (Maria Clara Gueiros) e Caveira (Danton Mello), dois golpistas, ameaçam a vida da família Silva e de Paulão, mas acabam presos.
Após separação, Agostinho reflete sobre a vida e tenta reconquistar a esposa, que nega uma reconciliação. Agostinho decide voltar para Alcântara.
Nenê adota Lineuzinho, falso filho de Lurdinha e Mendonça que na verdade foi roubado de um orfanato. Com essa novidade, Lineu desiste de viajar de barco para cuidar do seu novo filho.
Após colocarem a loja como garantia no banco para abrirem uma filial em Miami junto com Everaldo, o pai de Júnior, o jovem e Nenê perdem a loja, pois o pai dele foi preso por várias falcatruas. Júnior acaba indo trabalhar como taxista, no lugar de Agostinho.
Ao sentir a falta do ex-marido, Bebel decide pedir para ficar com ele e os dois casam mais uma vez.
Em participação no Encontro com Fátima Bernardes, Tuco revela que é Betty Dávila e briga com Bianca Ferraz (Deborah Secco) na televisão, mas a jovem atriz resolve dar uma chance a ele.
Lineu torna-se aposentado e Nenê viaja com Lineu e Lineuzinho no barco, quebrando o contrato de venda feito com Mendonça. 6 meses depois, Bebel chama os pais com urgência, e Nenê e Lineu decidem voltar para o Brasil.

#### Temas principais da temporada
- A casa de Lineu e Nenê agora no nome de Agostinho e Bebel, que voltam a morar lá, reunindo a família sob o mesmo teto.
- Bebel administrando a "Carrara Táxis Carrara" e criando a "Carrara Motos Carrara".
- Tuco tornando-se um ator sério.
- Lineu decidindo construir um barco, após entrar na crise dos 60 anos, para no final do ano viajar nele com Nenê.
- Paulão e Daniele tornando-se pais das gêmeas, Maria e Isabel.
- Divórcio e reconciliação de Agostinho e Bebel.
- Tuco se passando por mulher, para atuar em uma novela, fingindo ser Betty D'Ávila.
- A família Silva enganada pelos golpistas Lurdinha e Caveira.
- Lineu e Nenê adotando e criando Lineuzinho, o falso filho de Lurdinha.

#### Elenco
Principal
- Marco Nanini
- Marieta Severo
- Lúcio Mauro Filho
- Guta Stresser
- Pedro Cardoso

Secundário
- Marcos Oliveira
- Tonico Pereira
- Evandro Mesquita

Perticipações
- Luís Miranda
- Nina Morena
- Fábio Porchat
- Vinícius Moreno

Participações especiais
- William Guimarães (Alguns episódios)
- Maria Clara Gueiros (Alguns episódios)
- Danton Mello (Alguns episódios)
- Bianca Byington (O Monstro do Ciúme)
- Susana Ribeiro (O Monstro do Ciúme)
- Thereza Piffer (O Monstro do Ciúme)
- Paulo Vilela (O Fantasma do Pai)
- Karina Dohme (O Fantasma do Pai)
- Thiago Lacerda (O Duelo)
- Fabiula Nascimento (O Duelo)
- Douglas Silva (Bebel e Sua Moto)
- Dani Ornellas (Bebel e Sua Moto)
- Camila Morgado (Cenas de Um Descasamento)
- Laila Garin (Cenas de Um Descasamento)
- Marcos Caruso (Como Não Ser Solteiro no Rio de Janeiro)
- Caroline Abras (Como Não Ser Solteiro no Rio de Janeiro)
- Bruno Mazzeo (Como Não Ser Solteiro no Rio de Janeiro)
- Chico Díaz (Um Misterioso Assassinato em Curicica)
- Adriana Prado (Um Misterioso Assassinato em Curicica)
- Júlia Lemmertz (Um Misterioso Assassinato em Curicica)
- Amyr Klink (O Amyr Klink Invisível)
- Gregório Duvivier (O Substituto)
- Cadu Fávero (A Volta do Marido Pródigo e Esse Cara Não Sou Eu)
- Camila Pitanga (Um Homem Chamado Flor)
- Suely Franco (Um Homem Chamado Flor)
- Marcella Rica (Um Homem Chamado Flor)
- Jerry Adriani (Um Homem de Famílias)
- Luis Lobianco (E La Nave Va)
- Julio Levy (O Casamento do Meu Melhor Mecânico)
- Marcius Melhem (Esse Cara Não Sou Eu!)
- George Sauma (De Volta Para o Passado)
- Johnny Massaro (De Volta Para o Passado)
- Miguel Rômulo (De Volta Para o Passado)
- Deborah Secco (O Barco de Troia e Mudanças Carrara)

### 14.ª temporada (2014)
Lineu e Nenê voltam da viagem de barco após Bebel implorar pela volta dos dois pois Agostinho sofreu um infarto. Quando retornam ao lar, o casal encontra a casa toda acabada, bagunçada e cheia de sujeira.
Rose (Grazi Massafera), dançarina de boate e suposta mãe do Lineuzinho, retorna criando medo em Nenê de perder a guarda do bebê. Ao mesmo tempo, Nenê sente pena da moça que teria tido alguns erros no passado.
Nenê procura uma psicanalista e percebe que durante toda a sua vida priorizou a vontade dos outros, pensando menos em si, ela decide morar no puxadinho e começa a tomar suas próprias decisões. Após perder a sua loja, Nenê arruma emprego em um restaurante e trabalha para o chef de cozinha Mano Braga (Álamo Facó).
Lurdinha, ao sair da prisão, começa a trabalhar como empregada para a família Silva e investe no namoro com Paulão, que a perdoou.
A Copa do Mundo no Brasil não é passada em branco e eles, não apenas comemoram a de 2014, como relembram de outras copas da família.
Florianinho começa a passar pelas transformações da adolescência, tendo sua primeira noite de amor com Carol (Roberta Piragibe), uma menina que ele conhece desde a creche e que agora está apaixonado.
Com a demora para ter um segundo filho, Agostinho, não consegue mais ter filhos. O taxista fez um tratamento para sair de seu estado "oco" e assim conseguiu ter Florianinho nas temporadas passadas. Por isso, Bebel pensa em fazer inseminação artificial, mas Agostinho não aprova.
Mendonça, cai em dívidas e passa alguns dias na casa da família Silva.
Tuco passa em concurso público para a repartição da vigilância sanitária, e conhece Manu (Roberta Rodrigues), uma mulher que possui veia artística como ele e eles começam a namorar.
Bebel fica grávida de trigêmeos e Agostinho aceita os futuros filhos mesmo sabendo que a esposa fez inseminação escondido. Agostinho e Bebel recebem uma herança de um novo amigo do taxista, ficam ricos, planejam ampliar a frota de táxis e se mudam para um apartamento na Barra da Tijuca com Florianinho.
Lurdinha (Maria Clara Gueiros) fica grávida de Paulão. Tuco sai de casa e vai morar com Manu e o filho dela, João.  Mendonça passa a morar em uma casa que comprou de Beiçola, tornando-se vizinho de Lineu.
Após diversas brigas, Lineu e Nenê voltam a se entender e Lineu apoia o emprego da esposa e planeja abrir um restaurante de comida caseira na casa dos Silva.
A Globo decide fazer uma série sobre uma família do subúrbio e liga para a família Silva para tê-los como inspiração. A família Silva ensina os atores como interpretá-los nesse novo programa. Entre os atores do seriado global está Andréa Beltrão, que confunde Nenê devido a semelhança com sua melhor amiga, Marilda, recriando, simbolicamente, o reencontro das duas amigas. A família briga no Projac e o diretor da atração, Daniel Filho, decide que a própria família Silva deve fazer o programa. No final, as famílias Silva, Carrara e os agregados, assistem a estreia da nova série da Globo: "A Grande Família".

#### Temas principais da temporada
- Crise, depressão e insegurança nas famílias Silva e Carrara;
- Formação da Grande Família;
- Bebel e Agostinho tentam ter um outro filho;
- Nenê trabalhando em um restaurante.

#### Protagonistas
- Marco Nanini
- Marieta Severo
- Lúcio Mauro Filho
- Guta Stresser
- Pedro Cardoso

#### Coadjuvantes
- Vinícius Moreno
- Marcos Oliveira
- Tonico Pereira
- Evandro Mesquita
- Luís Miranda
- Maria Clara Gueiros
- Álamo Facó

#### Participações especiais
- Wagner Santisteban (Alguns episódios)
- Roberta Rodrigues (Alguns episódios)
- Grazi Massafera (Minhas Duas Mães)
- Eva Wilma (Uma Estranha no Ninho)
- Zezé Motta (Mãe de Fases)
- Marilu Bueno (Mãe de Fases)
- Bruno Mazzeo (Multar ou Correr)
- Sílvia Buarque (O Baile)
- Marcos Veras (O Baile)
- Fred (A Copa dos Que Não Foram)
- Bruce Gomlevsky (Um Conto da Copa)
- Cauê Campos (40 Anos Essa Noite)
- Otávio Augusto (Rock and Roll Nunca Morre)
- Mariana Ximenes (Um Hóspede do Barulho)
- Eliane Giardini (40 Anos com Ela)
- Lúcio Mauro (A Grande Família)
- Luly Barbalho (A Grande Família)
- Daniel Filho (Episódio 1)
- Tony Ramos (Episódio 1)
- Glória Pires (Episódio 1)
- Deborah Secco (Episódio 1)
- Marcelo Adnet (Episódio 1)
- Lázaro Ramos (Episódio 1)
- Alexandre Borges (Episódio 1)
- Luana Piovani (Episódio 1)
- JP Rufino (Episódio 1)
- Andrea Beltrão (Episódio 1)

| N.º   | Data de exibição | Título do episódio                        | Sinopse |
| 14.01 | 10 de abril      | O ano em que meus sogros saíram de férias | Lineu e Nenê voltam da viagem de barco após Bebel implorar pela volta dos dois, pois Agostinho sofreu um infarto. Quando retornam ao lar, o casal encontra a casa toda acabada, bagunçada e cheia de sujeira. A família comemora a recuperação de Agostinho com um jantar. Agostinho e Paulão saem escondidos com o Irene, que acaba batendo em uma ilha e afundando. |
| 14.02 | 17 de abril      | Uma biografia não autorizada              | Agostinho decide filmar sua biografia. |
| 14.03 | 24 de abril      | Tudo sobre minhas mães                    | Uma carta escrita por Lurdinha na prisão revela a identidade da mãe biológica de Lineuzinho: Rose (Grazi Massafera), uma dançarina de boate. Após perder o emprego, ela acaba indo passar uns dias na casa dos Silva, sem saber que Lineuzinho é seu filho. Ao mesmo tempo em que Nenê fica com medo de perder a guarda do bebê, ela sente pena da moça que teria cometido alguns erros no passado. |
| 14.04 | 01 de maio       | Uma estranha no ninho                     | Após passar por vários picos de estresse causado pelas confusões da família Silva, Nenê procura uma psicanalista e percebe que, durante toda a sua vida, priorizou a vontade dos outros, pensando menos em si. |
| 14.05 | 08 de maio       | Mãe de fases                              | Nenê sai de casa, passa a morar no puxadinho e começa a tomar suas próprias decisões. Ela arruma emprego no restaurante do chef de cozinha Mano Braga (Álamo Facó), só que acaba aceitando o emprego justamente na hora do almoço do dia das mães, o que deixa a família Silva chateada. Sem Nenê, com Bebel chateada por Floriano ter cantado uma música humilhante para ela na homenagem às mães promovida pela escola, com Pajé e sua mãe, com Paulão se passando pelo irmão e sua mãe, dona Cráudia, e com o Beiçola sem ter tomado seus remédios, muitas confusões acontecem no almoço do dia das mães da família Silva. |
| 14.06 | 15 de maio       | Multar ou correr                          | Silveira (Bruno Mazzeo), um fiscal sanitário corrupto, aparece na rua e cobra propina de todos os comerciantes para que ele não os multe. Lineu o afugenta com um taco de beisebol e passa a ser conhecido pela vizinhança como o "homem do taco". |
| 14.07 | 22 de maio       | A nova Lurdinha                           | Após deixar uma panela de feijão pegar fogo, Bebel anuncia que não vai mais fazer as tarefas de casa. A família não vê outra solução a não ser contratar uma empregada. Paulão acaba colocando Lurdinha para trabalhar de empregada na casa dos Silva, que decidem dar um voto de confiança para ela. A "nova Lurdinha" surpreende família inteira. |
| 14.08 | 29 de maio       | O baile                                   | No baile de aniversário do Paivense tudo pode acontecer |
| 14.09 | 05 de junho      | A copa dos que não foram                  | O jogador Fred vira passageiro de Agostinho |
| 14.10 | 12 de junho      | Um conto da copa                          | Após brigar com a família durante um jogo da Copa, Tuco acaba sonhando com o fantasma de deu amigo Fumaça. Com a ajuda de outros fantasmas, Tuco relembra das promessas que fizera em outras copas e nunca cumprira e vê como será seu futuro se não largar a vida de "encostado". |
| 14.11 | 19 de junho      | O doador                                  | Tuco flagra Floriano na cama com uma menina. Mano Braga se oferece como doador para a inseminação artificial de Bebel. Floriano conversa com Lineu sobre "a primeira vez". |
| 14.12 | 26 de junho      | Um hóspede do barulho                     | Mendonça se muda para casa da Família Silva e acaba irritando a todos com seu jeito folgado de ser. Após uma confusão, ele acaba perdendo a memória e Lineu faz de tudo para recuperá-la. Mano apresenta para Nenê sua amada Lola, porém a matriarca da família Silva começa a desconfiar de que ela não seja de fato o que aparenta ser. |
| 14.13 | 03 de julho      | A outra                                   | Após sentir ciúmes da maneira como a família idolatra Lurdinha, Nenê pede demissão da Adega do Braga e volta para casa. Com isso, ela acaba tendo "encontros" com a outra Nenê que ela acabou abandonando: a Nenê que trabalha, que luta para ter um espaço só dela. Isso a faz repensar da decisão de ter voltado para a casa dos Silva. |
| 14.14 | 10 de julho      | Rock and Roll nunca morre                 | Lineu entra em crise após ser constantemente referido pelo Agostinho como um encostado que vive às suas custas. Ele fica sabendo da morte de seu ex-chefe e amigo Dr. Mesquita e vai ao velório com Mendonça. Diante das lembranças das aventuras do trio (que formou a banda "Fiscais do Ritmo" na 11ª temporada), Lineu se vê obrigado a cumprir a promessa que fizera para seu finado amigo de jogar as suas cinzas da janela da repartição. |
| 14.15 | 17 de julho      | 40 Anos essa noite                        | Nenê e Lineu refletem sobre o casamento |
| 14.16 | 24 de julho      | Guerra e pais                             | Lineu e Agostinho brigam, mas acabam fazendo as pazes |
| 14.17 | 31 de julho      | Ratos e homens ratos                      | Nenê declara guerra a Lineu |
| 14.18 | 07 de agosto     | 40 Anos com ela                           | Nenê perde aliança e discute com Lineu por causa de Vilma |
| 14.19 | 14 de agosto     | Segredos e mentiras                       | Tuco pede demissão do emprego e é expulso de casa |
| 14.20 | 21 de agosto     | O automóvel da compadecida                | Nossa Senhora consegue salvar Agostinho |
| 14.21 | 28 de agosto     | Um Dia a Casa Cai                         | A Carrara Táxis Carrara enfrenta uma grave crise financeira, estando prestes a fechar, e os parentes da família ajudam Agostinho doando seus respectivos objetos pessoais para pagar as dívidas. Porém perde o dinheiro ao apostar em uma corrida de cavalos por indução de um sonho de Paulão, prejudicando ainda mais a situação da empresa e perdendo vários direitos dentro de casa. Com a relação com Nenê cada vez mais instável, Lineu resolve sair de casa, reaparecendo no restaurante onde a esposa trabalha. |
| 14.22 | 04 de setembro   | A Grande Família                          | Família comemora nova fase |
| 14.23 | 11 de setembro   | Episódio 1                                | A famílias Silva e Carrara e seus agregados são convidados pela TV Globo para servirem de inspiração para a criação de um novo seriado sobre a rotina de uma família suburbana. De início, Lineu rejeita a ideia, mas ele e seus familiares são convencidos pelo diretor Daniel Filho ao conhecerem os atores que representariam suas personalidades. No entanto, Agostinho, ao contar algumas de suas situações para o diretor, acaba tendo seu personagem cortado, e no dia da gravação do episódio piloto, o taxista se rebela. A família tenta acalmá-lo, e em uma conversa informal agrada à produção da emissora, que decide gravar o seriado com os próprios. Ao final, todos se reúnem na casa dos Silva para assistir ao primeiro episódio de A Grande Família. |